# Estrella

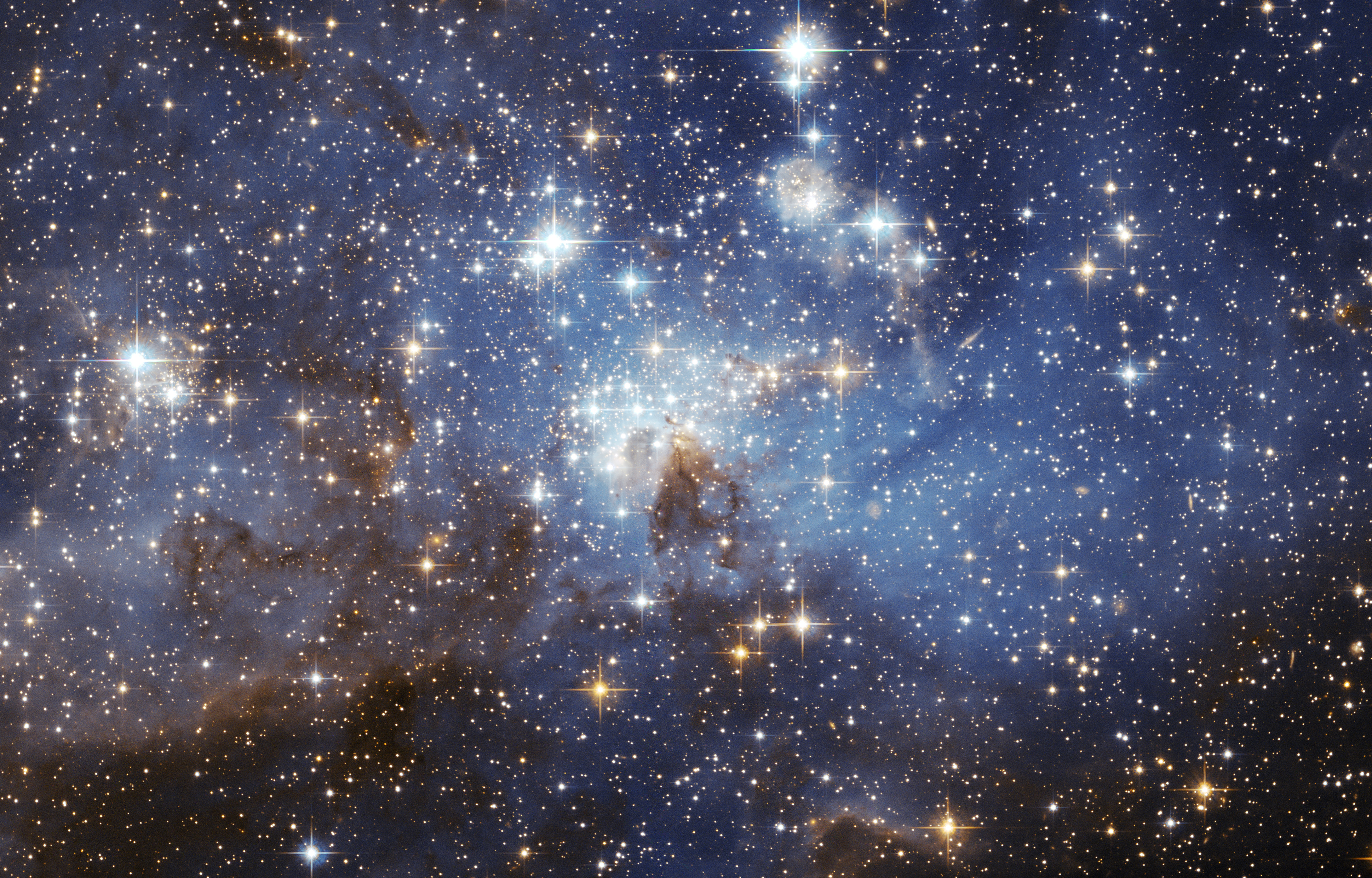
Una región de formación estelar en la Gran Nube de Magallanes.

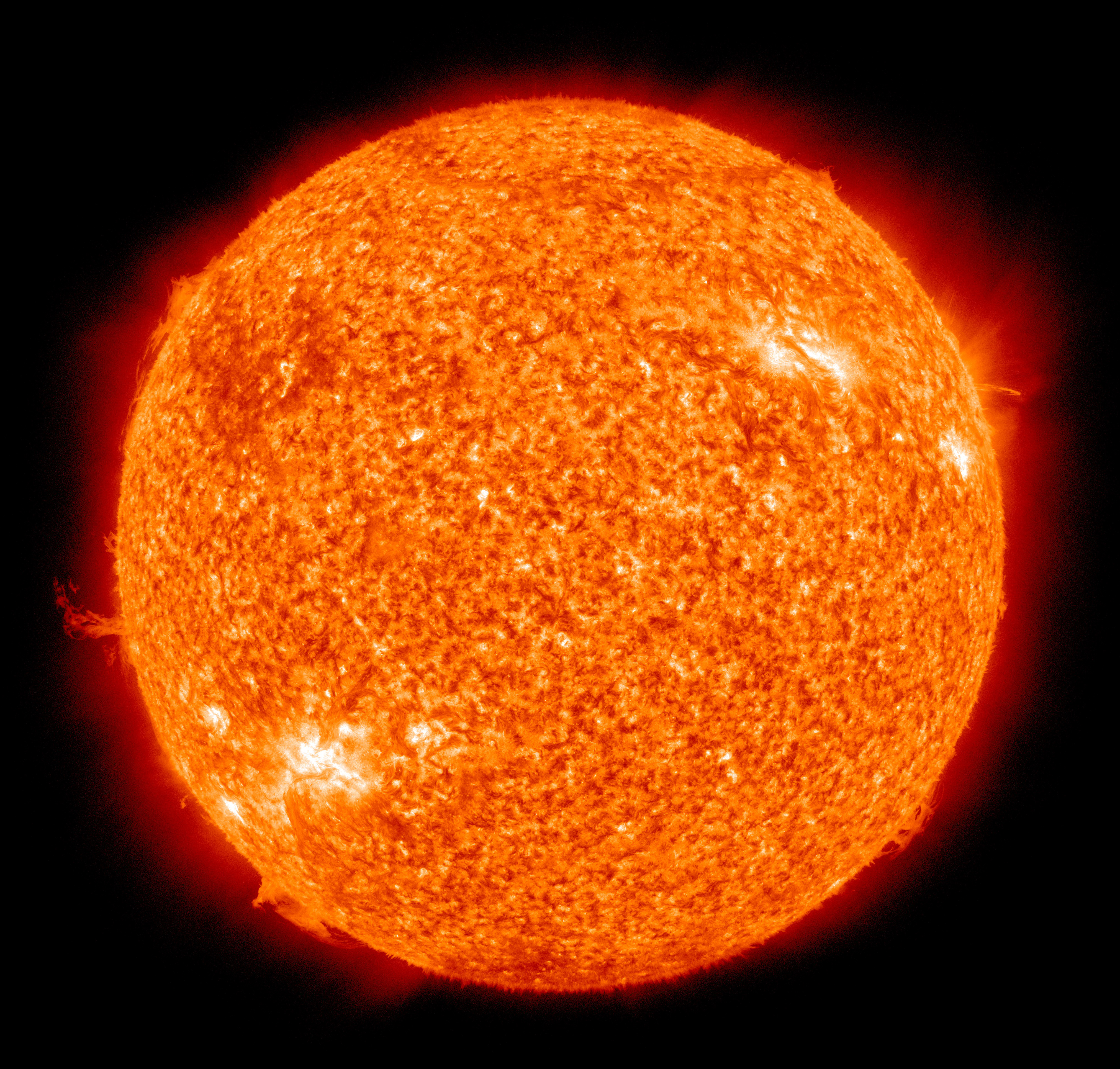
Imagen del Sol en falso color, una estrella de tipo-G de la secuencia principal, la más cercana a la Tierra.

Una estrella (del latín: stella) es un objeto astronómico luminoso con forma de esferoide, que mantiene debido al equilibrio hidrostático alcanzado por su propia gravedad. La estrella más cercana a la Tierra es el Sol. Otras estrellas son visibles a simple vista desde la Tierra durante la noche, apareciendo como una diversidad de puntos luminosos aparentemente fijos en el cielo debido a su distancia de la misma.
Históricamente las estrellas más prominentes fueron agrupadas en constelaciones y asterismos, y las más brillantes fueron denominadas con nombres propios. Los astrónomos han recopilado un extenso catálogo, proporcionando a las estrellas designaciones estandarizadas. Sin embargo la mayoría de las estrellas en el Universo, incluyendo todas las que están fuera de nuestra galaxia, la Vía Láctea, son invisibles a simple vista desde la Tierra. De hecho, la mayoría son invisibles desde nuestro planeta incluso a través de los telescopios de gran potencia.
Durante al menos una parte de su vida, una estrella brilla debido a la fusión termonuclear del hidrógeno en helio en su núcleo, que libera energía, la cual atraviesa el interior de la estrella y, después, se irradia hacia el espacio exterior. Casi todos los elementos naturales más pesados que el helio se crean por nucleosíntesis estelar durante la vida de una estrella y, en algunas de ellas, por nucleosíntesis de supernova cuando explotan. Cerca del final de su vida una estrella también puede contener materia degenerada. Los astrónomos pueden determinar la masa, edad, metalicidad (composición química) y muchas otras propiedades de las estrellas mediante la observación de su movimiento a través del espacio, su luminosidad y su espectro. La masa total de una estrella es el principal determinante de su evolución y destino final. Otras características de las estrellas, como el diámetro y la temperatura, cambian a lo largo de su vida, mientras que el entorno de una estrella afecta a su rotación y movimiento. Una gráfica de dispersión de muchas estrellas que hace referencia a su luminosidad, magnitud absoluta, temperatura superficial y tipo espectral, conocido como el diagrama de Hertzsprung-Russell (Diagrama H-R), permite determinar la edad y el estado evolutivo de una estrella.
La vida de una estrella comienza con el colapso gravitacional de una nebulosa gaseosa de material compuesto, principalmente de hidrógeno, junto con helio y trazas de elementos más pesados. Cuando el núcleo estelar es lo suficientemente denso, el hidrógeno comienza a convertirse en helio a través de la fusión nuclear, liberando energía durante el proceso. Los restos del interior de la estrella portan la energía fuera del núcleo a través de una combinación de procesos de transferencia de calor por radiación y convección. La presión interna de la estrella evita que se colapse aún más bajo su propia gravedad. Cuando se agota el combustible de hidrógeno en el núcleo, una estrella con al menos 0.4 veces la masa del Sol se expandirá hasta convertirse en una gigante roja, en algunos casos fusionando elementos más pesados en el núcleo o en sus capas alrededor del núcleo (como el carbono o el oxígeno). Entonces la estrella evoluciona hasta una forma degenerada, expulsando una porción de su materia en el medio interestelar, donde contribuirá a la formación de una nueva generación de estrellas. Mientras tanto, el núcleo se convierte en un remanente estelar: una enana blanca, una estrella de neutrones, o (si es lo suficientemente masiva) un agujero negro.
Los sistema binarios y multiestelares constan de dos o más estrellas que están unidas gravitacionalmente entre sí, y por lo general se mueven en torno a otra en órbitas estables. Cuando dos estrellas poseen una órbita relativamente cercana, su interacción gravitatoria puede tener un impacto significativo en su evolución. Las estrellas unidas gravitacionalmente entre sí pueden formar parte de estructuras mucho más grandes, como cúmulos estelares o galaxias.

## Observación histórica

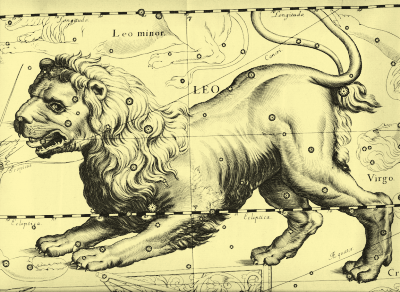
Las personas han visto patrones en las estrellas desde tiempos antiguos. Esta representación de la constelación de Leo, el león, en 1690, es de Johannes Hevelius.

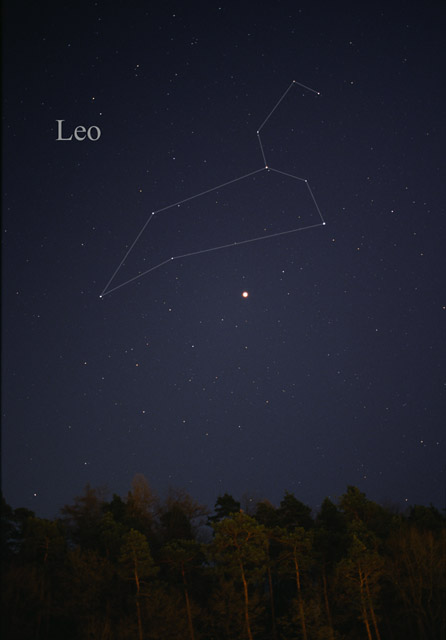
La constelación de Leo como se puede ver a simple vista. Se han añadido líneas.

Históricamente las estrellas han sido importantes para las civilizaciones en todo el mundo, han sido parte de las prácticas religiosas y se utilizaron para la navegación celeste y la orientación. Muchos astrónomos antiguos creían que las estrellas estaban fijadas permanentemente a una esfera celeste y eran inmutables. Por convención los astrónomos agrupaban las estrellas en constelaciones y las usaban para rastrear los movimientos de los planetas y la posición inferida del Sol. El movimiento del Sol contra las estrellas de fondo (y el horizonte) fue utilizado para crear calendarios, que podrían ser utilizados para regular las prácticas agrícolas. El calendario gregoriano, utilizado actualmente casi en todo el mundo, es un calendario solar basado en el ángulo del eje de rotación de la Tierra con respecto a su estrella local, el Sol.
La carta estelar más antigua con fecha precisa fue un logro de la antigua astronomía egipcia en 1534 a. C. Los primeros catálogos de estrellas conocidos fueron compilados por los antiguos astrónomos babilónicos de Mesopotamia a finales del segundo milenio  a. C., durante el período casita (ca. 1531-1155  a. C.).
El primer catálogo de estrellas en la astronomía griega fue creado por Aristilo aproximadamente en 300 a. C., con la ayuda de Timocharis. El catálogo de estrellas de Hiparco (siglo II  a. C.) incluía 1020 estrellas, y se utilizó para ensamblar el catálogo de estrellas de Ptolomeo. Hiparco es conocido por el descubrimiento de la primera nova (nueva estrella) registrada. Muchas de las constelaciones y nombres de estrellas en uso hoy en día derivan de la astronomía griega.
A pesar de la aparente inmutabilidad de los cielos, los astrónomos chinos fueron conscientes de que podrían aparecer nuevas estrellas. En 185 d. C., fueron los primeros en observar y escribir sobre una supernova, ahora conocida como SN 185. El evento estelar más brillante registrado de la historia fue la supernova SN 1006, que fue observada en 1006 y descrita por el astrónomo egipcio Ali ibn Ridwan y varios astrónomos chinos. La supernova SN 1054, que dio origen a la Nebulosa del Cangrejo, también fue observada por astrónomos chinos e islámicos.
Los astrónomos islámicos medievales dieron nombres árabes a muchas estrellas que todavía se usan hoy e inventaron numerosos instrumentos astronómicos con los que poder calcular las posiciones de las estrellas. También construyeron los primeros grandes institutos de investigación y observatorios, principalmente con el propósito de producir catálogos Zij de estrellas. Entre ellos el astrónomo persa Abd Al-Rahman Al Sufi, que escribió el Libro de las Estrellas Fijas (964), observó varias estrellas, conglomerados de estrellas (incluidas los Omicron Velorum y los cúmulos de Brocchi) y galaxias (incluida la Galaxia de Andrómeda). Según A. Zahoor, en el siglo XI, el erudito polímata persa Abu Rayhan Biruni describió la galaxia de la Vía Láctea como una multitud de fragmentos que tenían las propiedades de estrellas nebulosas y en 1019 también dio las latitudes de varias estrellas durante un eclipse lunar.
Según Josep Puig, el astrónomo andalusí Ibn Bajjah propuso que la Vía Láctea estaba formada por muchas estrellas que casi se tocaban entre sí y parecía ser una imagen continua debido al efecto de la refracción del material sublunar, citando su observación de la conjunción de Júpiter y Marte en 500 AH (1106/1107 d. C.) como evidencia. 
Los primeros astrónomos europeos, como Tycho Brahe, identificaron nuevas estrellas en el cielo nocturno (más adelante denominadas novas), sugiriendo que los cielos no eran inmutables. En 1584, Giordano Bruno sugirió que las estrellas eran como el Sol y podrían tener otros planetas, posiblemente parecidos a la Tierra, en órbita alrededor de ellas, una idea que ya había sido sugerida anteriormente por los antiguos filósofos griegos, Demócrito y Epicuro, y por los cosmólogos islámicos medievales como Fakhr al-Din al-Razi. En el siglo siguiente la idea de que las estrellas eran iguales al Sol estaba llegando a un consenso entre los astrónomos. Para explicar por qué estas estrellas no ejercía ninguna fuerza gravitatoria neta sobre el sistema solar, Isaac Newton sugirió que las estrellas estaban igualmente distribuidas en todas las direcciones, una idea impulsada por el teólogo Richard Bentley.
En 1667 el astrónomo italiano Geminiano Montanari registró variaciones observadas en la luminosidad de la estrella Algol. Edmond Halley publicó las primeras mediciones del movimiento propio de un par de estrellas «fijas» cercanas, demostrando que estas habían cambiado sus posiciones desde el tiempo de los antiguos astrónomos griegos Ptolomeo e Hiparco.
William Herschel fue el primer astrónomo que intentó determinar la distribución de las estrellas en el cielo. Durante la década de 1780 estableció una serie de indicadores en 600 direcciones y contó las estrellas observadas a lo largo de cada línea de visión. De esto dedujo que el número de estrellas se elevaba constantemente hacia un lado del cielo, en dirección al núcleo de la Vía Láctea. Su hijo John Herschel repitió este estudio en el hemisferio sur y encontró un aumento correspondiente en la misma dirección. Además de sus otros logros, William Herschel también destaca por su descubrimiento de que algunas estrellas no se encuentran simplemente a lo largo de la misma línea de visión.
La ciencia de la espectroscopia astronómica fue iniciada por Joseph von Fraunhofer y Angelo Secchi. Comparando los espectros de estrellas como Sirio con el Sol, encontraron diferencias en la fuerza y el número de sus líneas de absorción —las líneas oscuras en un espectro estelar causadas por la absorción de la atmósfera de frecuencias específicas—. En 1865 Secchi comenzó a clasificar las estrellas por tipos espectrales. Sin embargo la versión moderna del esquema de clasificación estelar fue desarrollado por Annie J. Cannon durante la década de 1900.

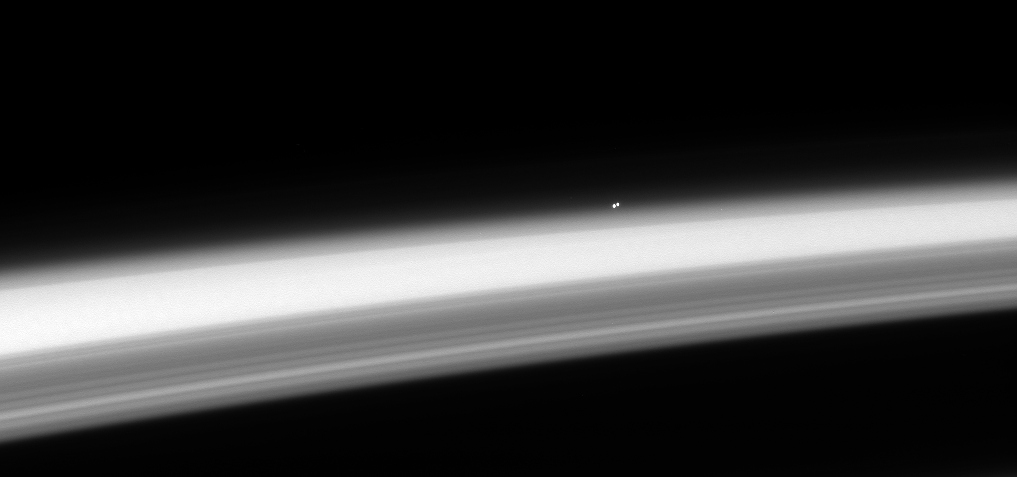
Alfa Centauri A y B sobre la extremidad de Saturno

La primera medición directa de la distancia a una estrella (61 Cygni a 11.4 años luz) fue realizada en 1838 por Friedrich Bessel usando la técnica de paralaje. Las mediciones de paralaje demostraron la gran separación de las estrellas en los cielos. La observación de las estrellas dobles ganó importancia creciente durante el siglo XIX. En 1834 Friedrich Bessel observó cambios en el movimiento propio de la estrella Sirio e infirió un compañero oculto. En 1899, Edward Pickering descubrió la primera binaria espectroscópica cuando observó la división periódica de las líneas espectrales de la estrella Mizar en un período de 104 días. Las observaciones detalladas de muchos sistemas estelares binarios fueron recogidas por astrónomos como Friedrich Georg, Wilhelm von Struve y S. W. Burnham, lo que permitió que las masas de las estrellas se determinaran a partir de la computación de los elementos orbitales. En 1827 Felix Savary dio la primera solución al problema de derivar una órbita de estrellas binarias a partir de observaciones telescópicas. El siglo XX vio avances cada vez más rápidos en el estudio científico de las estrellas. La fotografía se convirtió en una valiosa herramienta astronómica. Karl Schwarzschild descubrió que el color de una estrella, y por tanto su temperatura, podía determinarse comparando la magnitud visual con la magnitud fotográfica. El desarrollo del fotómetro fotoeléctrico permitió mediciones precisas de la magnitud en múltiples intervalos de longitud de onda. En 1921 Albert A. Michelson hizo las primeras mediciones de un diámetro estelar utilizando un interferómetro en el telescopio Hooker del Observatorio de Monte Wilson.
Durante las primeras décadas del siglo XX se produjeron importantes trabajos teóricos sobre la estructura física de las estrellas. En 1913 se desarrolló el diagrama Hertzsprung-Russell, que impulsó el estudio astrofísico de las estrellas. Se desarrollaron modelos exitosos para explicar los interiores de las estrellas y la evolución estelar. En 1925 Cecilia Payne-Gaposchkin propuso por primera vez en su tesis doctoral que las estrellas están hechas principalmente de hidrógeno y helio. Los espectros de las estrellas fueron entendidos más a fondo a través de los avances en la física cuántica. Esto permitió determinar la composición química de la atmósfera estelar.
Con la excepción de las supernovas, las estrellas individuales han sido observadas principalmente en el Grupo Local, y especialmente en la parte visible de la Vía Láctea (como lo demuestran los detallados catálogos de estrellas disponibles para nuestra galaxia). Pero se han observado algunas estrellas en la galaxia M100 del cúmulo de Virgo, a unos 100 millones de años luz de la Tierra. En el Supercúmulo Local es posible ver cúmulos de estrellas y los telescopios actuales podrían, en principio, observar estrellas individuales débiles en el Grupo Local (ver Cefeidas). Sin embargo fuera del Supercúmulo local de galaxias no se han observado ni estrellas ni cúmulos de estrellas. La única excepción es una débil imagen de un gran cúmulo estelar que contiene cientos de miles de estrellas situado a una distancia de un billón de años luz, diez veces más lejos del grupo de estrellas más distante observado anteriormente.

## Designaciones

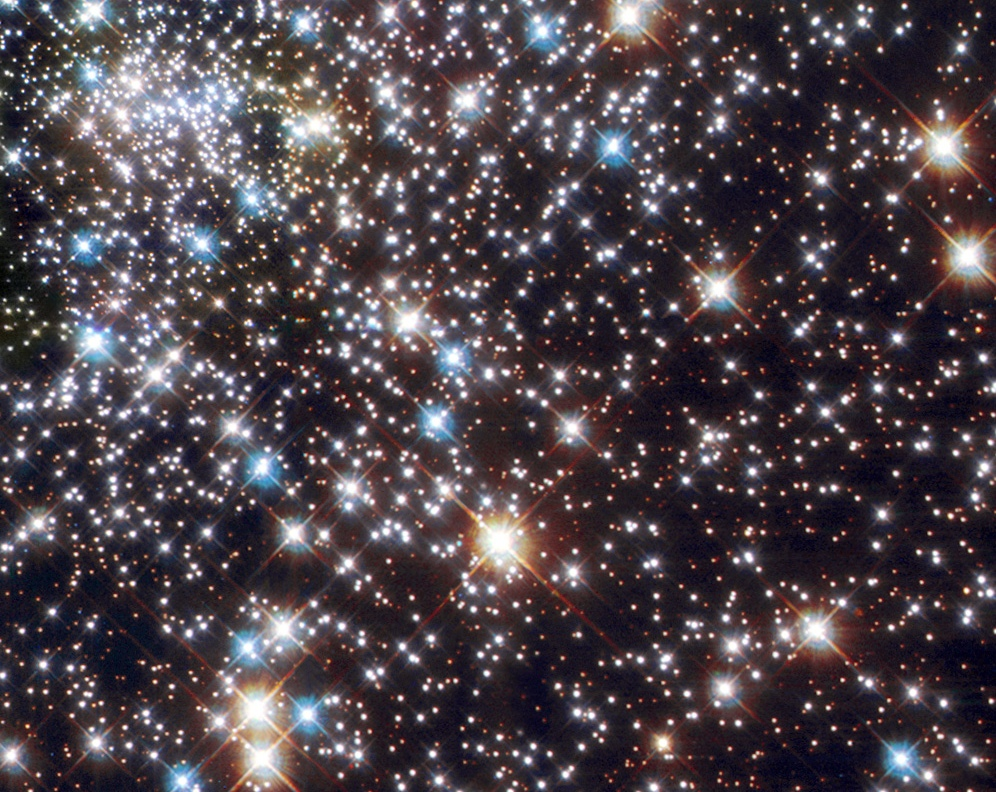
Esta vista contiene las estrellas azules conocidas como «rezagadas azules», para su localización aparente en el diagrama de Hertzsprung-Russell

El concepto de constelación ya era conocido durante el período babilónico. Los antiguos observadores del cielo imaginaron que la disposición de las estrellas destacadas formaba dibujos y los asociaron con aspectos particulares de la naturaleza o de sus mitos. Doce de estas formaciones estaban situadas a lo largo del plano de la eclíptica y se convirtieron en la base de la astrología. Muchas de las estrellas individuales más prominentes también recibieron nombres, particularmente con designaciones árabes o latinas.
Así como ciertas constelaciones y el Sol mismo, las estrellas individuales tienen sus propios mitos. Para los antiguos griegos, algunas «estrellas», conocidas como planetas (griego πλανήτης (planētēs, que significa «vagabundo»), representaban varias deidades importantes, de las cuales se tomaron los nombres de los planetas Mercurio, Venus, Marte, Júpiter y Saturno. Urano y Neptuno también eran dioses griegos y romanos, pero ninguno de los dos fue conocido en la antigüedad debido a su bajo brillo y sus nombres fueron asignados por astrónomos posteriores.
Hacia 1600 los nombres de las constelaciones se usaron para nombrar las estrellas en las regiones correspondientes del cielo. El astrónomo alemán Johann Bayer creó una serie de mapas estelares y aplicó letras griegas como designaciones de las estrellas en cada constelación. Más tarde fue inventado un sistema de numeración basado en la ascensión recta de la estrella y se agregó al catálogo de estrellas de John Flamsteed en su libro Historia coelestis Britannica (la edición de 1712), por lo que este sistema de numeración llegó a llamarse denominación de Flamsteed o numeración de Flamsteed.
La única autoridad internacionalmente reconocida para designar los cuerpos celestes es la Unión Astronómica Internacional (IAU). Esta asociación mantiene el Grupo de Trabajo sobre Nombres de Estrellas (WGSN) que cataloga y normaliza los nombres propios de las estrellas. Diversas compañías privadas venden nombres de estrellas, en lo que la Biblioteca Británica llama una empresa comercial no regulada. La AIU se ha desvinculado de esta práctica comercial y estos nombres no son reconocidos ni por la IAU, ni por los astrónomos profesionales ni por la comunidad de astrónomos aficionados. Una de esas firmas es International Star Registry (Registro Internacional de Estrellas), que durante la década de 1980 fue acusada de prácticas engañosas por dar a entender que el nombre asignado era oficial. Esta práctica de ISR, ahora interrumpida, fue informalmente etiquetada como una estafa y un fraude, y el Departamento de Asuntos del Consumidor de la Ciudad de Nueva York emitió una advertencia contra ISR por involucrarse en una práctica comercial engañosa.

## Unidades de medida
Aunque los parámetros estelares puedan expresarse en unidades SI o unidades CGS, muchas veces es más conveniente expresar la masa, la luminosidad y el radio en unidades solares, sobre la base de las características del Sol. En el año 2015 la UAI definió un conjunto de valores nominales solares (definidos como constantes SI, sin incertidumbres) que pueden ser utilizados para citar parámetros estelares:
| luminosidad solar nominal: | L⊙ = 3.828 × 1026 W[56] |
| radio solar nominal        | R⊙ = 6.957 × 108 m[56]  |
La masa solar M⊙ no fue definida explícitamente por la UAI debido a la gran incertidumbre relativa (10−4) de la constante gravitatoria newtoniana G. Sin embargo, dado que el producto de la constante gravitatoria newtoniana y la masa solar conjunta (GM⊙) ha sido determinado con una precisión mucho mayor, la IAU definió el parámetro de masa solar nominal como:
| parámetro de masa solar: | GM⊙ = 1.3271244 × 1020 m³ s−2[56] |
Sin embargo se puede combinar el parámetro de masa solar nominal con la estimación CODATA más reciente (2014) de la constante gravitatoria newtoniana G para obtener una masa solar de aproximadamente 1.9885 × 1030 kg. Aunque los valores exactos de la luminosidad, el radio, el parámetro de masa y la masa pueden variar ligeramente en el futuro debido a las incertidumbres observacionales, las constantes nominales de IAU de 2015 seguirán siendo los mismos valores SI, ya que siguen siendo útiles para citar parámetros estelares.
Las longitudes grandes, como el radio de una estrella gigante o el eje semi-mayor de un sistema estelar binario, se expresan muchas veces en términos de la unidad astronómica —aproximadamente igual a la distancia media entre la Tierra y el Sol (150 millones de km o aproximadamente 93 millones de millas)—. En 2012 la AIU definió la constante astronómica como una longitud exacta en metros: 149 597 870 700 m.

## Formación y evolución de las estrellas

Evolución estelar de estrellas de baja masa (ciclo izquierdo) y alta masa (ciclo derecho), con ejemplos en cursiva

Las estrellas se condensan en las regiones del espacio de mayor densidad, aunque esas regiones son menos densas que el interior de una cámara de vacío. Dichas regiones, conocidas como nubes moleculares, consisten principalmente en hidrógeno, con alrededor de 23 a 28 por ciento de helio y algunos elementos más pesados. Un ejemplo de estas regiones de formación de estrellas es la Nebulosa de Orión. La mayoría de las estrellas se forman en grupos de decenas a cientos de miles de estrellas.
Las estrellas masivas de estos grupos pueden iluminar poderosamente esas nubes, ionizar el hidrógeno y crear regiones H II. Tales efectos de retroalimentación, a partir de la formación estelar, pueden finalmente interrumpir la nube e impedir la formación de estrellas adicionales.
Todas las estrellas pasan la mayor parte de su existencia como estrellas de la secuencia principal, alimentadas sobre todo por la fusión nuclear del hidrógeno en helio dentro de sus núcleos. Sin embargo las estrellas de diferentes masas tienen propiedades marcadamente diferentes en varias etapas de su desarrollo. El destino final de las estrellas más masivas difiere del de las estrellas menos masivas, al igual que sus luminosidades y el impacto que tienen en su entorno, por lo que los astrónomos suelen agrupar las estrellas por su masa:
- Estrellas de masa muy baja, con masas por debajo de 0.5 M☉, son completamente convectivas y distribuyen helio uniformemente por toda la estrella mientras están en la secuencia principal. Por lo tanto, nunca se someten a la quema del revestimiento ni se convierten en gigantes rojas sino que dejan de fusionarse y pasan a ser enanas blancas de helio, enfriándose lentamente después de agotar su hidrógeno.[60] Sin embargo, como la vida de las estrellas 0.5 M☉ es más larga que la edad del universo, ninguna de esas estrellas ha alcanzado la etapa de enana blanca.

- Estrellas de masa baja (entre las que se incluye el Sol), con una masa entre 0.5 M☉ y 1.8-2.5 M☉ dependiendo de la composición, se convierten en gigantes rojas a medida que su núcleo de hidrógeno se agota y comienzan a quemar helio en el núcleo en un flash de helio; desarrollan un núcleo de carbono-oxígeno, degenerado más tarde en la rama asintótica gigante; finalmente se deshacen de su capa exterior como una nebulosa planetaria y dejan atrás su núcleo en forma de una enana blanca.

- Estrellas de masa intermedia, entre 1.8-2.5 M☉ y 5-10 M☉, pasan a través de etapas evolutivas similares a las estrellas de baja masa, pero después de un período relativamente corto en el apelotonamiento rojo se enciende el helio sin flash y pasan por un período prolongado en el apelotonamiento rojo antes de formar un núcleo de carbono-oxígeno degenerado.

- Estrellas masivas, generalmente tienen una masa mínima de 7-10 M☉ (posiblemente tan baja como 5-6 M☉). Después de agotar el hidrógeno en el núcleo, estas estrellas se convierten en supergigantes y pasan a fusionar elementos más pesados que el helio. Terminan su vida cuando sus núcleos colapsan y explotan como supernovas.

### Formación de estrellas
La formación de una estrella comienza con la inestabilidad gravitacional dentro de una nube molecular causada por regiones de mayor densidad —muchas veces desencadenada por la compresión de las nubes por radiación de estrellas masivas, por la expansión de burbujas en el medio interestelar, por la colisión de diferentes nubes moleculares o por la colisión de galaxias (como en una galaxia con brote estelar)—. Cuando una región alcanza una densidad suficiente de materia como para satisfacer los criterios de la inestabilidad de Jeans, comienza a colapsarse bajo su propia fuerza gravitatoria.

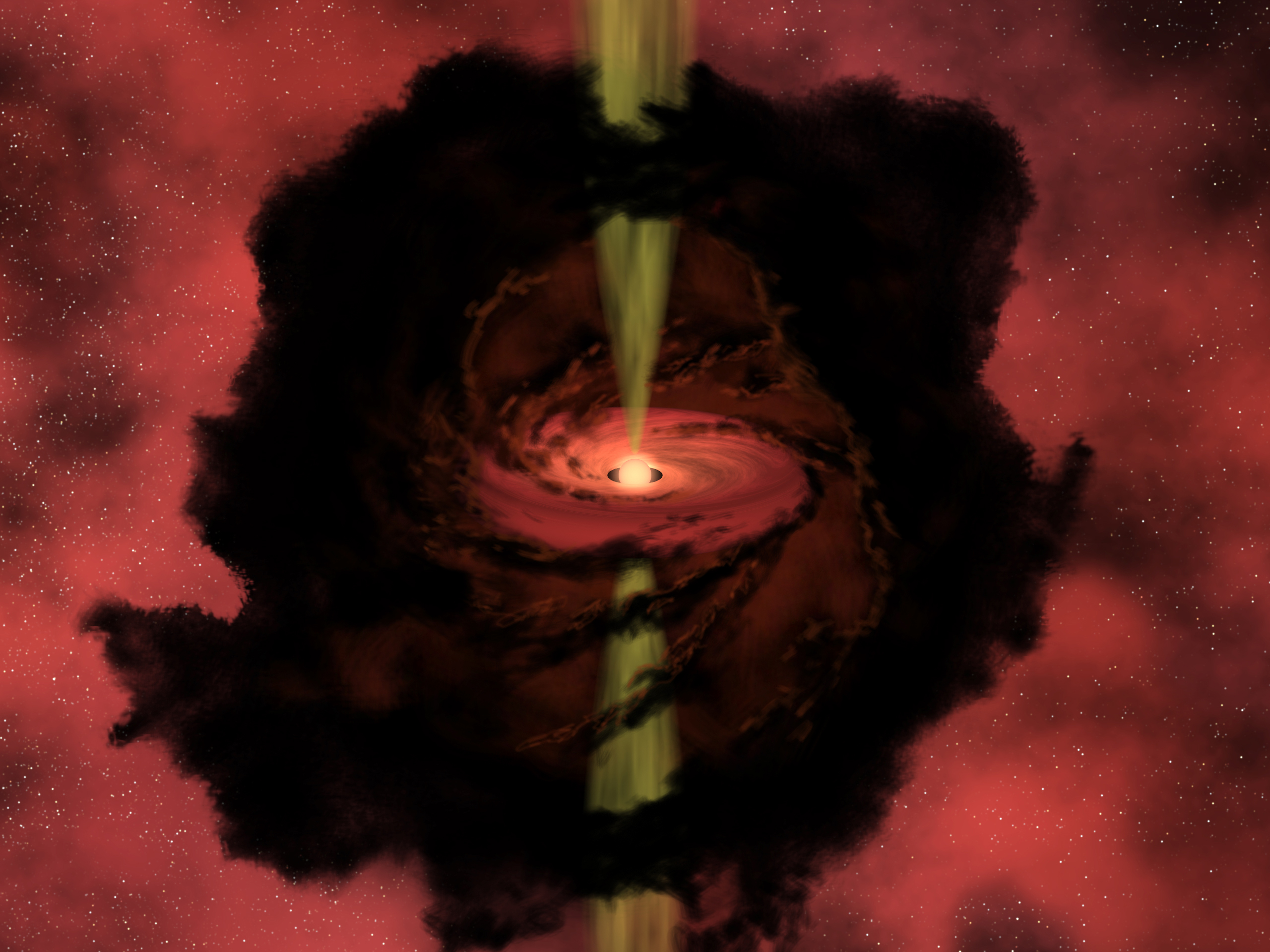
Concepción artística del nacimiento de una estrella dentro de una densa nube molecular.

A medida que la nube colapsa, los conglomerados individuales de polvo denso y gas forman un «glóbulo de Bok». Cuando este colapsa y aumenta la densidad, la energía gravitacional se convierte en calor y aumenta la temperatura. Cuando la nube protoestelar ha alcanzado aproximadamente la condición estable del equilibrio hidrostático, se forma una protoestrella en el núcleo.
Generalmente estas estrellas de la secuencia pre-principal están rodeadas por un disco protoplanetario y alimentadas principalmente por la conversión de energía gravitacional. Su período de contracción gravitacional dura alrededor de 10 a 15 millones de años.

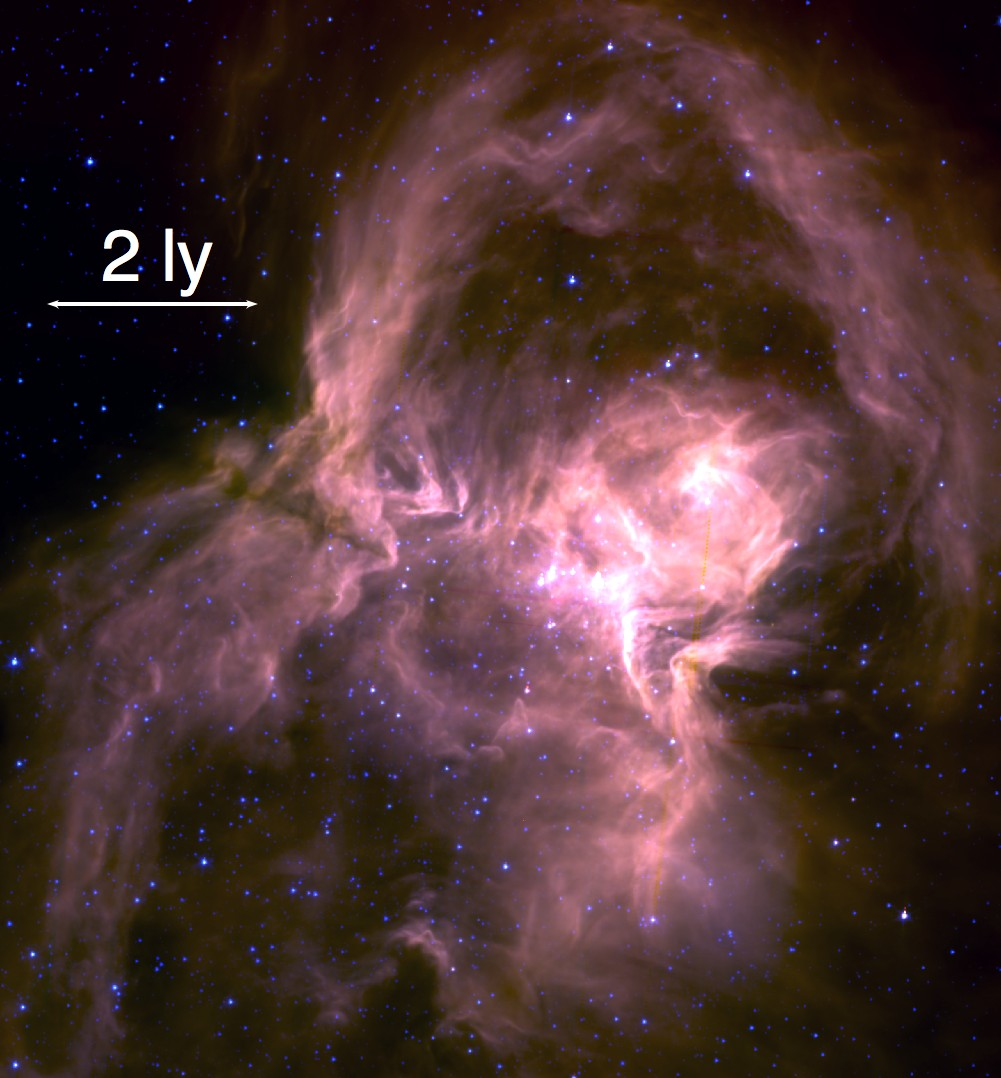
Un grupo de aproximadamente 500 estrellas jóvenes se encuentra dentro de la próxima región de formación estelar W40.

Las estrellas tempranas de menos de 2 M☉ se llaman estrellas T Tauri, mientras que aquellas con mayor masa son las estrellas Herbig Ae/Be. Estas estrellas recién formadas emiten chorros de gas a lo largo de su eje de rotación, lo que puede reducir el momento angular de la estrella colapsante y dar lugar a pequeñas manchas de nebulosidad conocidas como objetos Herbig-Haro.
Estos chorros, en combinación con la radiación de estrellas masivas cercanas, pueden ayudar a alejar la nube circundante de la cual se formó la estrella.
Al principio de su desarrollo las estrellas T Tauri siguen la trayectoria de Hayashi: se contraen y disminuyen en luminosidad mientras permanecen aproximadamente a la misma temperatura.
Se observa que la mayoría de las estrellas forman parte de sistemas estelares binarios y las propiedades de estos sistemas son el resultado de las condiciones en las que se formaron.
Una nube de gas debe perder su momento angular para colapsar y formar una estrella. La fragmentación de la nube en múltiples estrellas distribuye parte de ese momento angular. Estas interacciones tienden a dividir más los sistemas binarios separados (blandos), mientras también causan que los sistemas duros pasen a estar vinculados más estrechamente. Esto produce la separación de los sistemas binarios en sus dos distribuciones de poblaciones observadas.

### Secuencia principal
Las estrellas consumen alrededor del 90 % de su existencia fusionando hidrógeno en helio a altas temperaturas y en reacciones de alta presión cerca del núcleo. Se afirma que dichas estrellas están en la secuencia principal, y se llaman estrellas enanas. A partir de la secuencia principal de la edad cero, la proporción de helio en el núcleo de una estrella aumentará constantemente, también la tasa de fusión nuclear en el núcleo aumentará lentamente, al igual que la temperatura y luminosidad de la estrella. El Sol, por ejemplo, se estima que ha aumentado en luminosidad en un 40 % desde que alcanzó la secuencia principal hace 4 600 millones (4.6 × 109) de años atrás.
Cada estrella genera un viento estelar de partículas que causa un flujo continuo de gas hacia el espacio. Para la mayoría de las estrellas, la masa perdida es insignificante. El Sol pierde 10−14 M☉ cada año, o alrededor de 0.01% de su masa total durante toda su vida. Sin embargo las estrellas muy masivas pueden perder 10-7 a 10-5 M☉ cada año, lo que afecta significativamente a su evolución.
Las estrellas que comienzan con más de 50 M☉ pueden perder más de la mitad de su masa total mientras están en la secuencia principal.

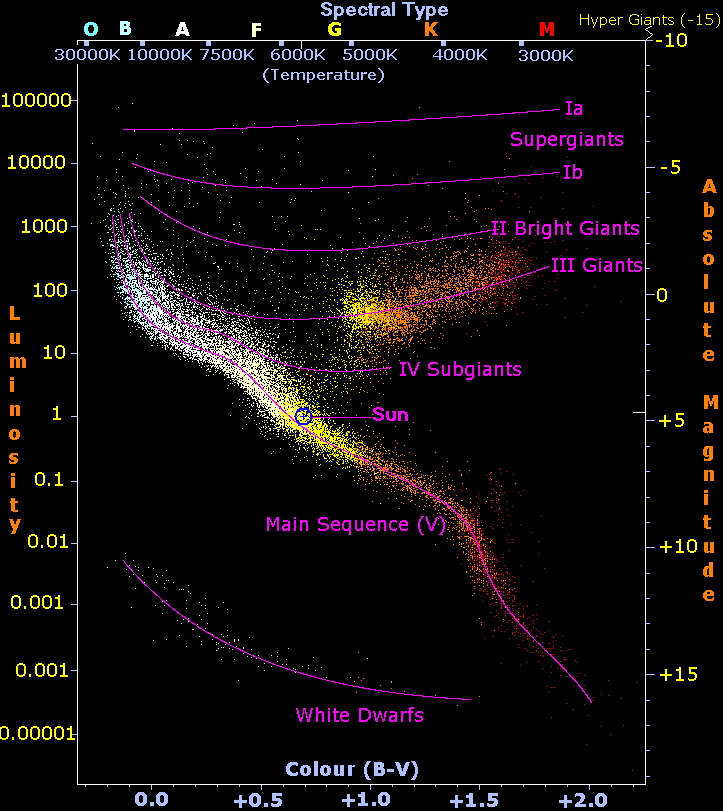
Un ejemplo de un diagrama de Hertzsprung-Russell para un conjunto de estrellas que incluye el Sol (centro). (Ver «Clasificación» abajo.)

El tiempo que una estrella consume en la secuencia principal depende principalmente de la cantidad de combustible que tiene y de la velocidad a la que lo fusiona. Se espera que el Sol viva 10 mil millones (1010) años. Las estrellas masivas consumen su combustible muy rápidamente y son de corta vida. Las estrellas de baja masa consumen su combustible muy lentamente. Las estrellas de menos de 0.25 M☉, llamadas enanas rojas, son capaces de fusionar casi toda su masa, mientras que las estrellas de alrededor de 1 M☉ solo pueden fusionar alrededor del 10 % de su masa. La combinación de su lento consumo de combustible y su suministro relativamente grande de combustible utilizable permite que las estrellas de baja masa duren alrededor de un billón (1012) de años; las de más de 0.08 M☉ durarán alrededor de 12 billones de años. 
Las enanas rojas se vuelven más calientes y luminosas cuando acumulan helio. Cuando finalmente se quedan sin hidrógeno, se contraen en una enana blanca y disminuye su temperatura. Sin embargo, dado que la vida útil de estas estrellas es mayor que la edad actual del universo (13.8 mil millones de años), no se espera que las estrellas menores de aproximadamente 0.85 M☉ se hayan movido de la secuencia principal.
Además de la masa, los elementos más pesados que el helio pueden desempeñar un papel significativo en la evolución de las estrellas. Los astrónomos etiquetan todos los elementos más pesados que los «metales» de helio, y llaman metalicidad a la concentración química de estos elementos en una estrella. La metalicidad de una estrella puede influir en el tiempo que tarda la estrella en quemar su combustible y controla la formación de sus campos magnéticos, lo que afecta a la fuerza de su viento estelar. Las estrellas más viejas de la población II tienen sustancialmente menos metalicidad que las estrellas más jóvenes de la población I debido a la composición de las nubes moleculares de las que se formaron. Con el tiempo, tales nubes se enriquecen cada vez más en elementos más pesados a medida que las estrellas más viejas mueren y desprenden porciones de sus atmósferas.

### Secuencia post principal
A medida que las estrellas de al menos 0.4 M☉ agotan su suministro de hidrógeno en su núcleo, comienzan a fusionar hidrógeno en una zona fuera del núcleo de helio. Sus capas externas se expanden y se refrescan enormemente a medida que forman una gigante roja. En unos 5000 millones de años, cuando el Sol entre en la fase de quema de helio, se expandirá hasta un radio máximo de aproximadamente 1 unidad astronómica (150 millones de kilómetros), 250 veces su tamaño actual y perderá el 30 % de su masa actual.
A medida que la combustión de la capa de hidrógeno produce más helio, el núcleo aumenta en masa y temperatura. En una gigante roja de hasta 2.25 M☉, la masa del núcleo de helio se degenera antes de la fusión de helio. Finalmente, cuando la temperatura aumenta lo suficiente, comienza de manera explosiva la fusión de helio en lo que se llama un flash de helio, y la estrella se contrae rápidamente en radio, aumenta su temperatura superficial y se mueve a la rama horizontal del diagrama HR. Para las estrellas más masivas, la fusión del núcleo de helio comienza antes de que el núcleo se degenere, y la estrella pasa algún tiempo en el apelotonamiento rojo, quemando helio lentamente antes de que la envoltura convectiva externa se colapse y la estrella se mueva a la rama horizontal.
Después de que la estrella haya fusionado el helio de su núcleo, se fusiona el producto de carbono produciendo un núcleo caliente con una envoltura externa de helio de fusión. Entonces la estrella sigue una trayectoria evolutiva llamada rama asintótica gigante (AGB) que es paralela a la otra fase gigante roja descrita, pero con una luminosidad más alta. Las estrellas de AGB más masivas pueden experimentar un breve período de fusión de carbono antes de que el núcleo se degenere.

#### Estrellas masivas
Durante su fase de quema de helio, una estrella de más de nueve masas solares se expande para formar primero una supergigante azul y luego una roja. Las estrellas particularmente masivas pueden evolucionar a una estrella de Wolf-Rayet, caracterizada por espectros dominados por líneas de emisión de elementos más pesados que el hidrógeno que han alcanzado la superficie debido a la fuerte convección y a la intensa pérdida de masa.
Cuando el helio se agota en el núcleo de una estrella masiva, el núcleo se contrae y la temperatura y presión se elevan lo suficiente como para fusionar el carbono (véase proceso de combustión del carbono). Este proceso continúa, con las etapas sucesivas alimentadas por neón (ver proceso de combustión del neón), oxígeno (véase proceso de combustión del oxígeno) y silicio (véase proceso de combustión de silicio). Cerca del final de la vida de la estrella, la fusión continúa a lo largo de una serie de capas consecutivas dentro de una estrella masiva. Cada capa fusiona un elemento diferente; la capa más externa fusiona el hidrógeno, la siguiente fusiona el helio, y así sucesivamente.
La etapa final se produce cuando una estrella masiva comienza a producir hierro. Dado que los núcleos de hierro están más estrechamente unidos que cualquier núcleo más pesado, cualquier fusión más allá del hierro no produce una liberación neta de energía. Tal proceso continúa en un grado muy limitado, pero consume energía. Del mismo modo, puesto que los núcleos están más estrechamente unidos que todos los núcleos más ligeros, dicha energía no puede ser liberada por fisión.

#### Colapso
A medida que el núcleo de una estrella se contrae, aumenta la intensidad de la radiación de esa superficie, creando una presión de radiación tal en la capa externa del gas que empujará a esas capas, formando una nebulosa planetaria. Si lo que queda después de que la atmósfera exterior se haya desprendido sea inferior a 1.4 M☉, se reduce a un objeto relativamente pequeño del tamaño de la Tierra, conocido como enana blanca. Las enanas blancas carecen de masa suficiente como para que se produzca una compresión gravitacional adicional. La materia degenerada de electrones dentro de una enana blanca ya no es un plasma, a pesar de que las estrellas son generalmente conocidas como esferoides de plasma. Finalmente las enanas blancas se desvanecen en enanas negras durante un período de tiempo muy largo.

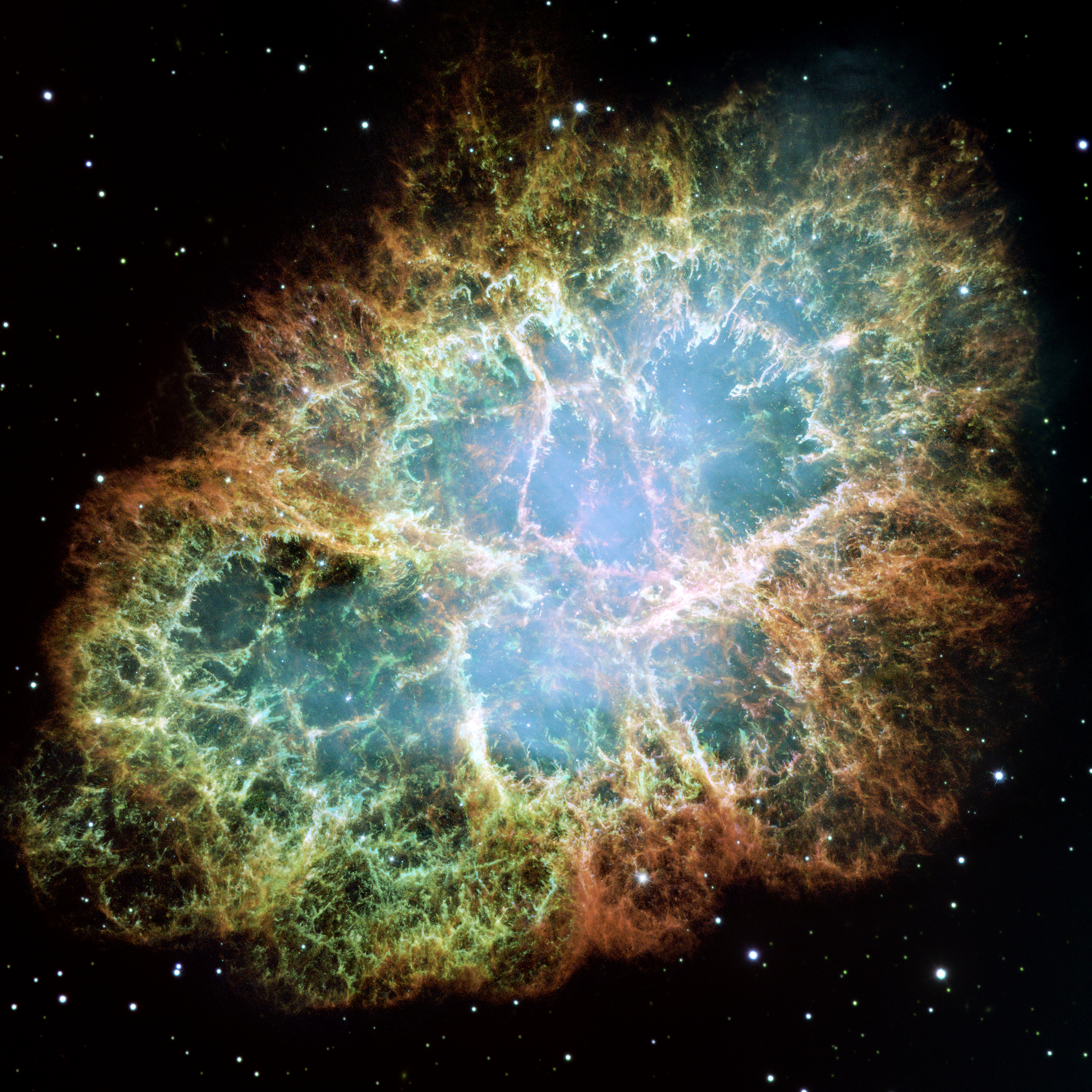
La Nebulosa del Cangrejo, restos de una supernova que fue observada por primera vez hacia el año 1050 d. C.

En las estrellas más grandes la fusión continúa hasta que el núcleo de hierro haya crecido tanto (más de 1.4 M☉) que ya no pueda soportar su propia masa. Este núcleo se colapsará de repente a medida que sus electrones sean impulsados a sus protones, formando neutrones, neutrinos y rayos gamma en una explosión de captura de electrones y desintegración  beta inversa. La onda de choque formada por este repentino colapso hace que el resto de la estrella explote en una supernova. Estas se vuelven tan brillantes que pueden eclipsar brevemente a toda la galaxia natal de la estrella. Cuando ocurren dentro de la Vía Láctea, las supernovas han sido históricamente descritas por observadores a simple vista como «nuevas estrellas» donde aparentemente antes no existía ninguna.
Una explosión de supernova expulsa las capas exteriores de la estrella dejando un remanente tal como la Nebulosa del Cangrejo. El núcleo se comprime en una estrella de neutrones que a veces se manifiesta como púlsar o erupción de rayos X. En el caso de las estrellas más grandes el remanente es un agujero negro mayor de 4 M☉. En una estrella de neutrones la materia está en un estado conocido como materia degenerada de neutrones, con una forma más exótica de materia degenerada, la materia QCD, presente posiblemente en el núcleo. Dentro de un agujero negro la materia se encuentra en un estado que no es posible entender actualmente.
En las capas externas desprendidas de estrellas moribundas se incluyen elementos pesados que pueden ser reciclados durante la formación de nuevas estrellas. Estos elementos pesados permiten la formación de planetas rocosos. El flujo de salida de las supernovas y el viento estelar de las grandes estrellas desempeñan un papel importante en la formación del medio interestelar.

#### Estrellas binarias
La evolución posterior a la secuencia principal de las estrellas binarias puede ser significativamente diferente de la evolución de las estrellas individuales de la misma masa. Si las estrellas en un sistema binario son suficientemente cercanas, cuando una de las estrellas se expande para convertirse en una gigante roja puede desbordar su lóbulo de Roche, la región alrededor de una estrella donde el material está gravitacionalmente ligado a esa estrella, lo que lleva a la transferencia de material de una a otra. Cuando se traspasa el lóbulo de Roche puede producirse una variedad de fenómenos como estrellas binarias de contacto, binarias de envoltura común, variables cataclísmicas y supernovas del tipo Ia.

## Agrupación y distribución estelar

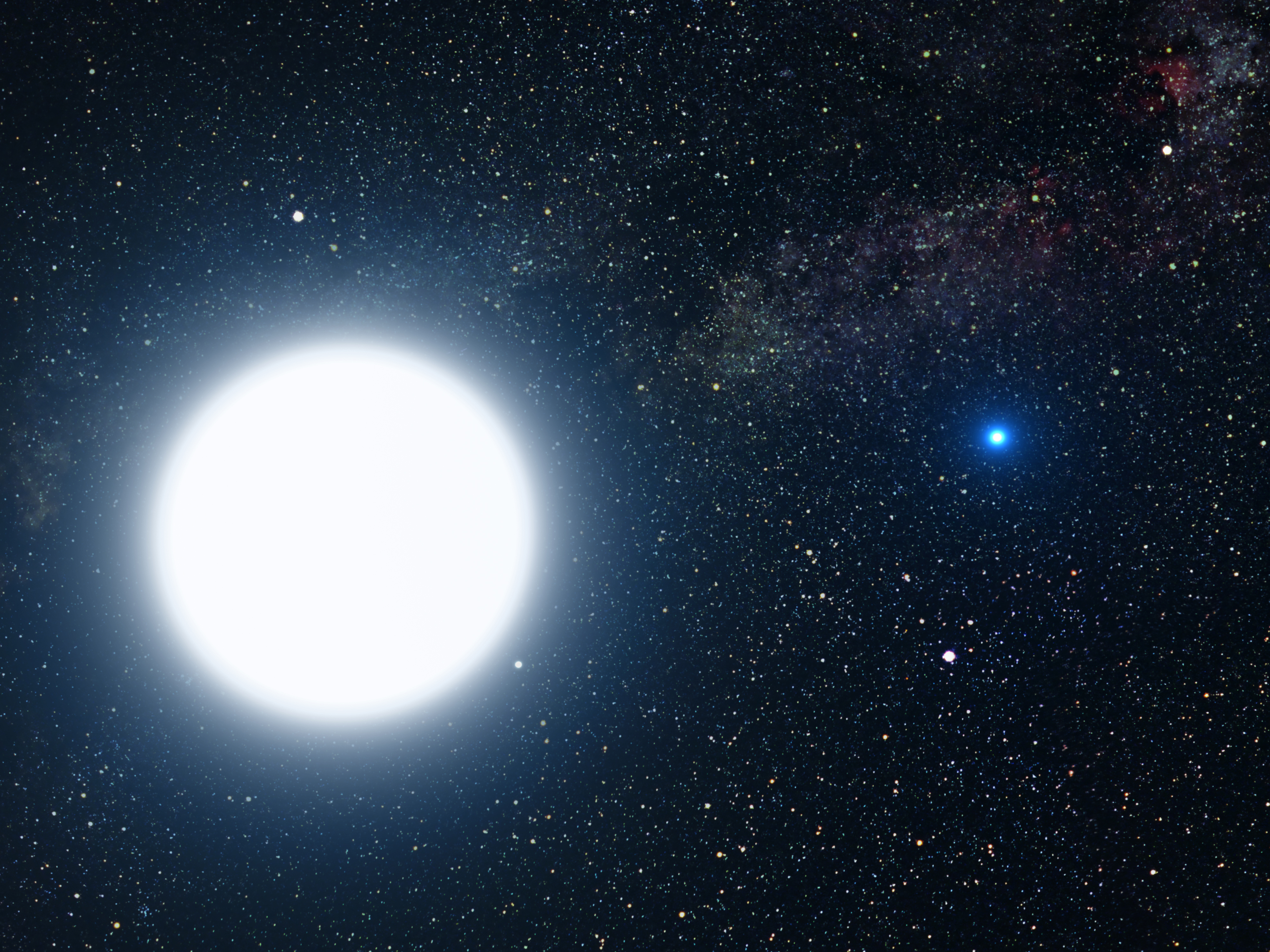
Una estrella enana blanca en órbita alrededor de Sirio (impresión artística).

Las estrellas no se distribuyen uniformemente a través del universo sino que se agrupan normalmente en galaxias junto con el gas y el polvo interestelar. Una galaxia típica contiene cientos de miles de millones de estrellas, y hay más de 100 mil millones (1011) de galaxias en el universo observable. En 2010, una estimación del número de estrellas en el universo observable fue de casi un tercio de cuatrillón (3 × 1023).
Aunque a menudo se cree que las estrellas solo existen dentro de las galaxias, se han descubierto estrellas intergalácticas.
Un sistema multiestelar consiste en dos o más estrellas ligadas gravitacionalmente que orbitan entre sí. El sistema multiestelar más simple y más común es una estrella binaria, pero también se encuentran sistemas de tres o más estrellas. Por razones de estabilidad orbital, tales sistemas de múltiples estrellas se organizan muchas veces en conjuntos jerárquicos de estrellas binarias. También existen grupos más grandes, llamados cúmulos estelares, que van desde asociaciones estelares sueltas con solo unas cuantas estrellas hasta enormes cúmulos globulares con cientos de miles de estrellas. Tales sistemas orbitan su galaxia de acogida.
Desde hace mucho tiempo se ha asumido que la mayoría de las estrellas se encuentran en los sistemas de múltiples estrellas ligadas gravitacionalmente. Esto es particularmente cierto para estrellas de clase O y B muy masivas, donde se cree que el 80 % de las estrellas son parte de sistemas de múltiples estrellas. 
La proporción de sistemas de una sola estrella aumenta con la disminución de la masa estelar, de modo que se sabe que solo el 25 % de las enanas rojas tienen compañeras estelares. Debido a que el 85 % de todas las estrellas son enanas rojas, la mayoría de las estrellas en la Vía Láctea son posiblemente únicas desde su nacimiento.
La estrella más cercana a la Tierra, aparte del Sol, es Próxima Centauri, que está a 39.9 billones de kilómetros, o 4.2 años luz. Viajando a la velocidad orbital del transbordador espacial (8 kilómetros por segundo, casi 30 000 kilómetros por hora), se tardaría unos 150 000 años en llegar. Esto es típico de separaciones estelares en discos galácticos. Las estrellas pueden estar mucho más cercanas entre sí en los centros de las galaxias y en los cúmulos globulares, o mucho más lejos en los halos galácticos.
Debido a las distancias relativamente grandes entre las estrellas fuera del núcleo galáctico, se cree que las colisiones entre estrellas son raras. En regiones más densas como el núcleo de los cúmulos globulares o el centro galáctico, las colisiones pueden ser más comunes. Tales colisiones pueden producir lo que se conoce como rezagadas azules. Estas estrellas anómalas tienen una temperatura superficial más alta que las otras estrellas de la secuencia principal con la misma luminosidad del cúmulo al que pertenecen.

### Estrellas ligadas
Las estrellas pueden estar ligadas gravitacionalmente unas con otras formando sistemas estelares binarios, ternarios o agrupaciones aún mayores. Una fracción alta de las estrellas del disco de la Vía Láctea pertenecen a sistemas binarios; el porcentaje es cercano al 90 % para estrellas masivas y desciende hasta el 50 % para estrellas de masa baja. Otras veces, las estrellas se agrupan en grandes concentraciones que van desde las decenas hasta los centenares de miles o incluso millones de estrellas, formando los denominados cúmulos estelares. Estos cúmulos pueden deberse a variaciones en el campo gravitacional galáctico o bien pueden ser fruto de brotes de formación estelar (se sabe que la mayoría de las estrellas se forman en grupos). Tradicionalmente, en la Vía Láctea se distinguían dos tipos: (1) los cúmulos globulares, que son viejos, se encuentran en el halo y contienen de centenares de miles a millones de estrellas y (2) los cúmulos abiertos, que son de formación reciente, se encuentran en el disco y contienen un número menor de estrellas. Desde finales del siglo XX esa clasificación ha sido cuestionada al descubrirse en el disco de la Vía Láctea cúmulos estelares jóvenes como Westerlund 1 o NGC 3603 con un número de estrellas similar al de un cúmulo globular. Esos cúmulos masivos y jóvenes se encuentran también en otras galaxias; algunos ejemplos son 30 Doradus en la Gran Nube de Magallanes y NGC 4214-I-A en NGC 4214.

### Estrellas aisladas
No todas las estrellas mantienen uniones gravitatorias estables; algunas, igual que el Sol, viajan solitarias, separándose mucho de la agrupación estelar en la que se formaron.
Estas estrellas aisladas responden tan solo al campo gravitatorio global constituido por la superposición de los campos del total de objetos de la galaxia: agujeros negros, estrellas, objetos compactos y gas interestelar.

### Distribución estelar
Normalmente las estrellas no están distribuidas uniformemente en el universo, a pesar de lo que pueda parecer a simple vista, sino agrupadas en galaxias. Una galaxia espiral típica, como la Vía Láctea, contiene cientos de miles de millones de estrellas agrupadas, la mayoría, en el estrecho plano galáctico. El cielo nocturno terrestre aparece homogéneo a simple vista porque solo es posible observar una región muy localizada del plano galáctico. Extrapolando de lo observado en la vecindad del sistema solar, se puede decir que la mayor parte de las estrellas se concentran en el disco galáctico y dentro de este en una región central, el bulbo galáctico, que se sitúa en la constelación de Sagitario.

### Navegación y posicionamiento estelar
A pesar de las enormes distancias que separan a las estrellas, desde la perspectiva terrestre sus posiciones relativas parecen fijas en el firmamento. Gracias a la precisión de sus posiciones, «son de gran utilidad para la navegación, para la orientación de los astronautas en las naves espaciales y para identificar otros astros» (The American Encyclopedia). Las estrellas fueron la única forma que tuvieron los marinos para situarse en alta mar hasta el advenimiento de los sistemas electrónicos de posicionamiento hacia mediados del siglo XX. Véase Estrella (náutica).

## Características

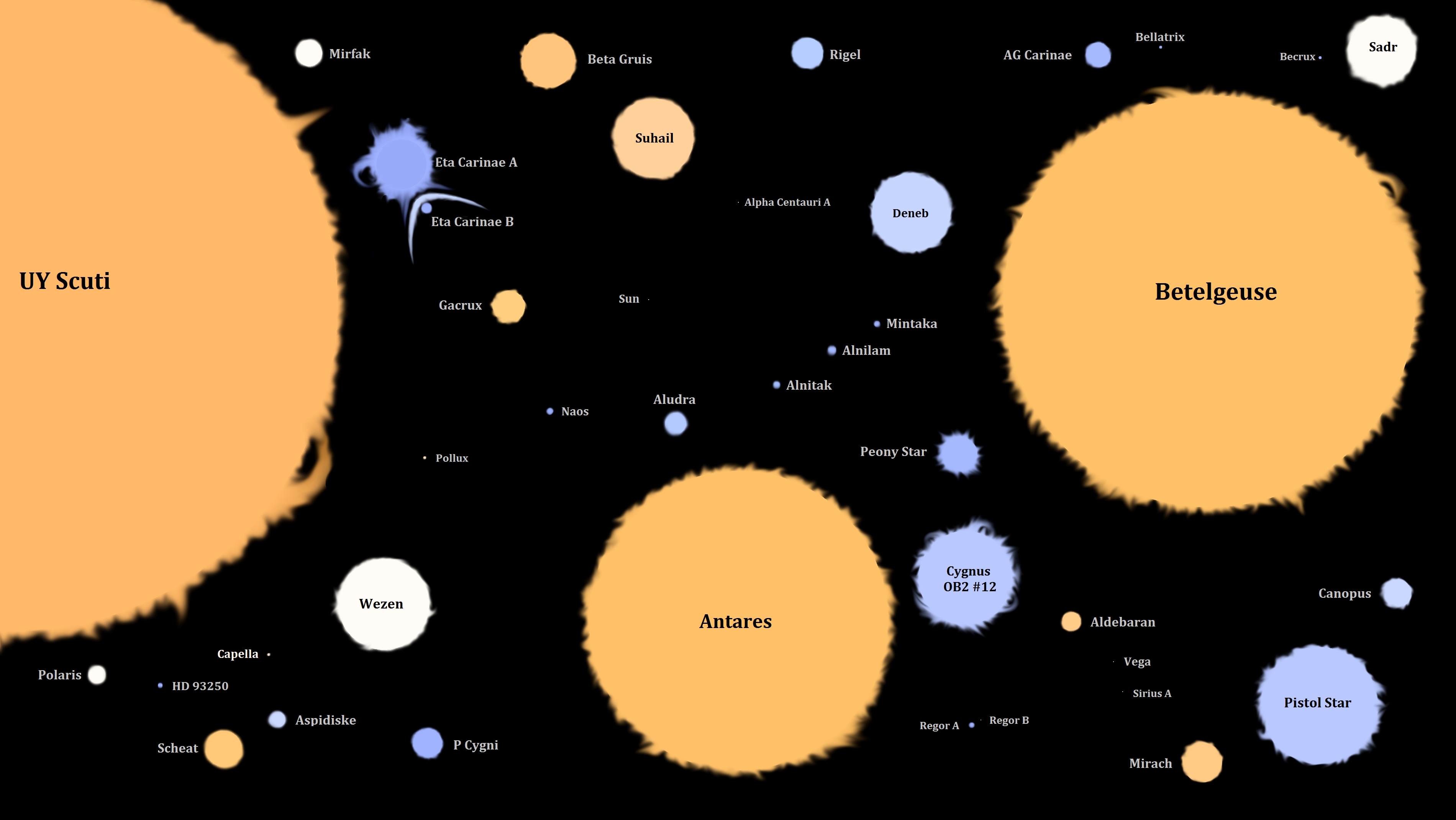
Algunas de las estrellas conocidas con sus colores aparentes y tamaños relativos.

Casi todo lo relacionado con una estrella está determinado por su masa inicial, incluyendo características tales como su luminosidad, tamaño, evolución, vida útil y destino final.

### Edad
La mayor parte de las estrellas tienen entre 1000 y 11 000 millones de años de antigüedad. Algunas estrellas pueden incluso estar cerca de los 13 800 millones de años, la edad observada del universo. La estrella más antigua descubierta hasta ahora, HD 140283, apodada estrella de Matusalén, tiene una edad estimada de 14.46 ± 0.8 miles de millones de años. (Debido a la incertidumbre en el valor, esta edad para la estrella no entra en conflicto con la edad del Universo, determinada por el satélite Planck como 13 799 ± 0.021).
Cuanto más masiva es la estrella, más corta es su vida, principalmente porque las estrellas masivas tienen una mayor presión sobre sus núcleos, lo que hace que quemen el hidrógeno más rápidamente. Las estrellas más masivas duran un promedio de unos pocos millones de años, mientras que las estrellas de masa mínima (enanas rojas) queman su combustible muy lentamente y pueden durar de decenas a cientos de miles de millones de años.

### Composición química
Cuando se forman estrellas en la actual galaxia de la Vía Láctea, están compuestas por un 71 % de hidrógeno y un 27 % de helio, medido en masa, con una pequeña fracción de elementos más pesados. Típicamente, la porción de elementos pesados se mide en términos del contenido de hierro de la atmósfera estelar, ya que el hierro es un elemento común y sus líneas de absorción son relativamente fáciles de medir. La porción de elementos más pesados puede ser un indicador de la probabilidad de que la estrella tenga un sistema planetario.
La estrella con el contenido de hierro más bajo jamás medido es la enana HE1327-2326, con solo 1 / 200 000º del contenido de hierro del Sol. Por el contrario, la estrella rica en el super-metal μ Leonis tiene casi el doble de abundancia de hierro que el Sol, mientras que la estrella planetaria 14 Herculis tiene casi el triple del hierro.
También existen estrellas químicamente peculiares que muestran abundancias inusuales de ciertos elementos en su espectro, especialmente cromo y tierras raras. Las estrellas con atmósferas exteriores más frías, incluido el Sol, pueden formar varias moléculas diatómicas y poliatómicas.

### Diámetro

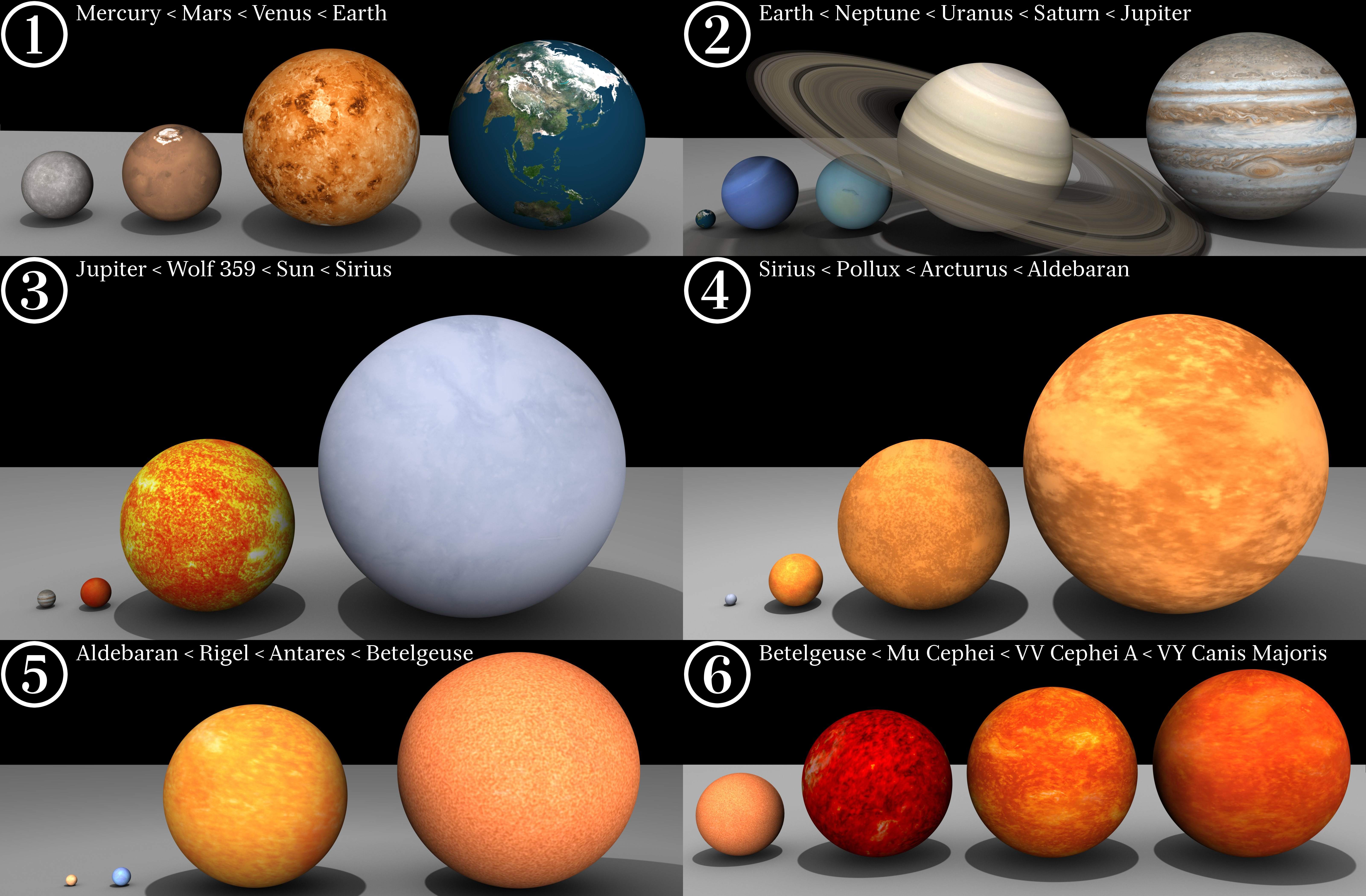
Las estrellas varían ampliamente en tamaño. En cada imagen de la secuencia, el objeto más a la derecha aparece como el objeto más a la izquierda en el siguiente panel. La Tierra aparece a la derecha en el panel 1 y el Sol es el segundo en el panel 3 desde la derecha.

Debido a su gran distancia de la Tierra, todas las estrellas excepto el Sol aparecen a simple vista como puntos brillantes en el cielo nocturno que titilan debido al efecto de la atmósfera de la Tierra. El Sol es también una estrella, pero está lo suficientemente cerca de la Tierra como para aparecer como un disco y proporcionar la luz natural. Aparte del Sol, la estrella con el mayor tamaño aparente visible desde la Tierra es R Doradus, con un diámetro angular de solo 0.057 segundos de arco.
Los discos de la mayoría de las estrellas son demasiado pequeños en tamaño angular como para ser observados con los actuales telescopios ópticos terrestres, por lo que se requieren telescopios interferómetricos para obtener imágenes de estos objetos. Otra técnica para medir el tamaño angular de las estrellas es a través de la ocultación. Mediante la medición exacta de la caída del brillo de una estrella que va siendo ocultada por la Luna (o el aumento de brillo cuando reaparece), se puede calcular su diámetro angular.
El tamaño de las estrellas varía desde las estrellas de neutrones, que tienen de 20 a 40 km de diámetro, hasta las supergigantes como Betelgeuse en la constelación de Orión, con un diámetro aproximadamente 640 veces el del Sol—alrededor de 890 496 000 km (553 329 000 mi)—aunque con una densidad mucho más baja que el Sol.

### Cinemática

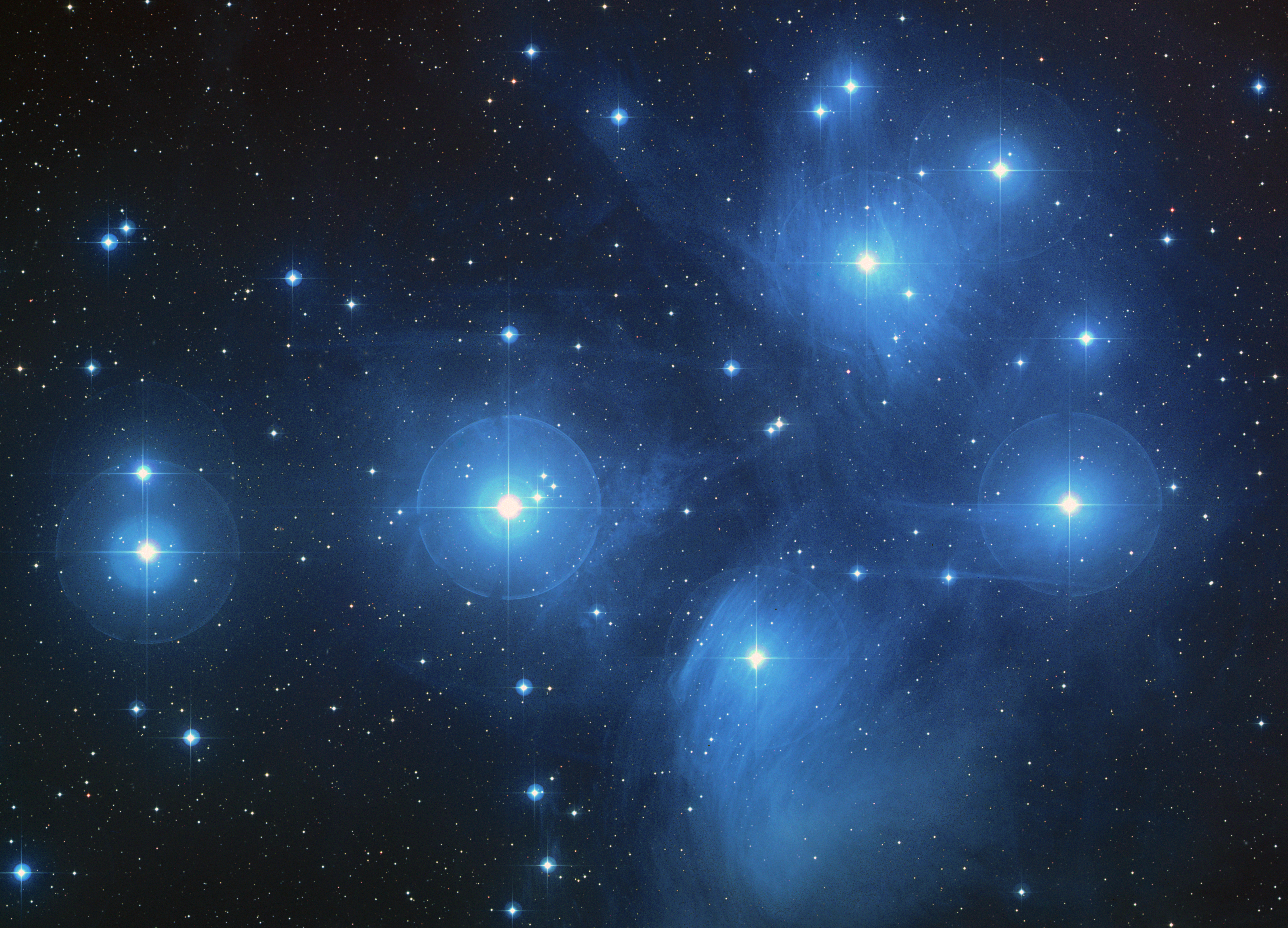
Las Pléyades, un cúmulo abierto de estrellas en la constelación de Tauro. Estas estrellas comparten un movimiento común a través del espacio.

El movimiento de una estrella en relación con el Sol puede proporcionar información útil sobre el origen y la edad de una estrella, así como sobre la estructura y evolución de la galaxia circundante. Los componentes del movimiento de una estrella consisten en la velocidad radial hacia o desde el Sol, y el movimiento angular transversal, que se denomina movimiento propio.
La velocidad radial se mide por el desplazamiento Doppler de las líneas espectrales de la estrella y se da en unidades de km/s. El movimiento propio de una estrella, su paralaje, está determinado por mediciones astrométricas precisas en unidades de mili-segundos de arco (mas, por sus siglas en inglés) por año. Conociendo el paralaje de la estrella y su distancia, se puede calcular la velocidad de movimiento propio. Junto con la velocidad radial se puede calcular la velocidad total. Es probable que las estrellas con altas tasas de movimiento propio estén relativamente cerca del Sol, lo que las convierte en buenas candidatas para las mediciones de paralaje.
Cuando se conocen ambas velocidades de movimiento, se puede calcular la velocidad espacial de la estrella en relación con el Sol o la galaxia. Entre las estrellas cercanas, se ha encontrado que por lo general las estrellas más jóvenes de la población I tienen velocidades más bajas que las estrellas más viejas de la población II. La comparación de la cinemática de las estrellas cercanas permitió a los astrónomos trazar su origen a puntos comunes en nubes moleculares gigantes, y se denominan asociaciones estelares.

### Campo magnético

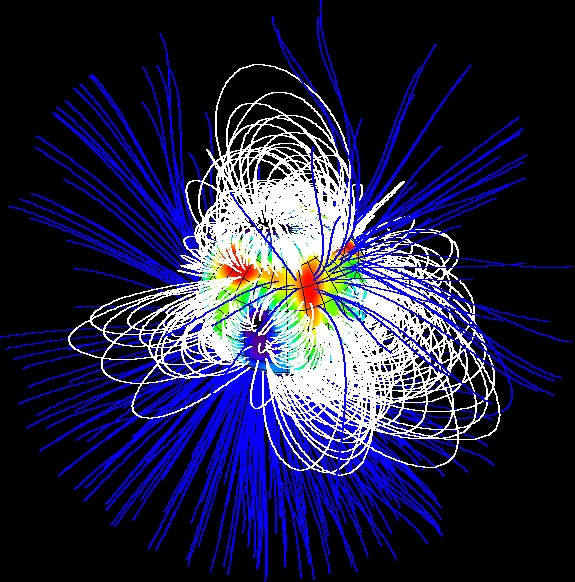
Campo magnético superficial de SU Aur (una estrella joven de tipo T Tauri), reconstruida por medio de imágenes Zeeman-Doppler

El campo magnético de una estrella se genera dentro de las regiones del interior donde ocurre la circulación convectiva. Este movimiento del plasma conductor funciona como una dinamo, donde el movimiento de las cargas eléctricas induce campos magnéticos, al igual que una dinamo mecánica. Esos campos magnéticos tienen un gran alcance que se extiende a través y más allá de la estrella. La intensidad del campo magnético varía con la masa y composición de la estrella, y la cantidad de actividad superficial magnética depende de la velocidad de rotación de la estrella. Esta actividad superficial produce manchas estelares, que son regiones de campos magnéticos fuertes con temperaturas superficiales inferiores a las normales. Los bucles coronales arquean las líneas de flujo del campo magnético que se elevan de la superficie de una estrella a la atmósfera exterior de la misma, su corona. Los bucles coronales se pueden ver debido al plasma que conducen por toda su longitud. Las erupciones estelares son explosiones de partículas de alta energía que se emiten debido a la misma actividad magnética.
Las estrellas jóvenes que giran rápidamente tienden a tener altos niveles de actividad superficial debido a su campo magnético. El campo magnético puede actuar sobre el viento estelar de una estrella, funcionando como un freno que disminuye gradualmente y con el tiempo la velocidad de rotación. Así, las estrellas más viejas como el Sol tienen una velocidad de rotación mucho más lenta y un nivel más bajo de actividad superficial. Los niveles de actividad de las estrellas que giran lentamente tienden a variar de una manera cíclica y pueden interrumpirse por completo por periodos de tiempo. Por ejemplo, durante el Mínimo de Maunder, el Sol sufrió un período de 70 años sin casi ninguna actividad de manchas solares.

### Masa
Una de las estrellas más masivas conocidas es Eta Carinae, que, con 100-150 veces más masa que el Sol, tendrá una vida de solo varios millones de años. Los estudios de los cúmulos abiertos más masivos sugieren 150 M☉ como límite superior para las estrellas en la era actual del universo. Esto representa un valor empírico para el límite teórico sobre la masa de estrellas en formación debido a la creciente presión de radiación sobre la nube de gas de acreción. Se han medido varias estrellas en el cúmulo R136 en la Gran Nube de Magallanes  con masas más grandes,
pero se ha determinado que podrían haber sido creadas a través de la colisión y fusión de estrellas masivas en sistemas binarios cercanos, evitando el límite de 150 M☉ en la formación de estrellas masivas.

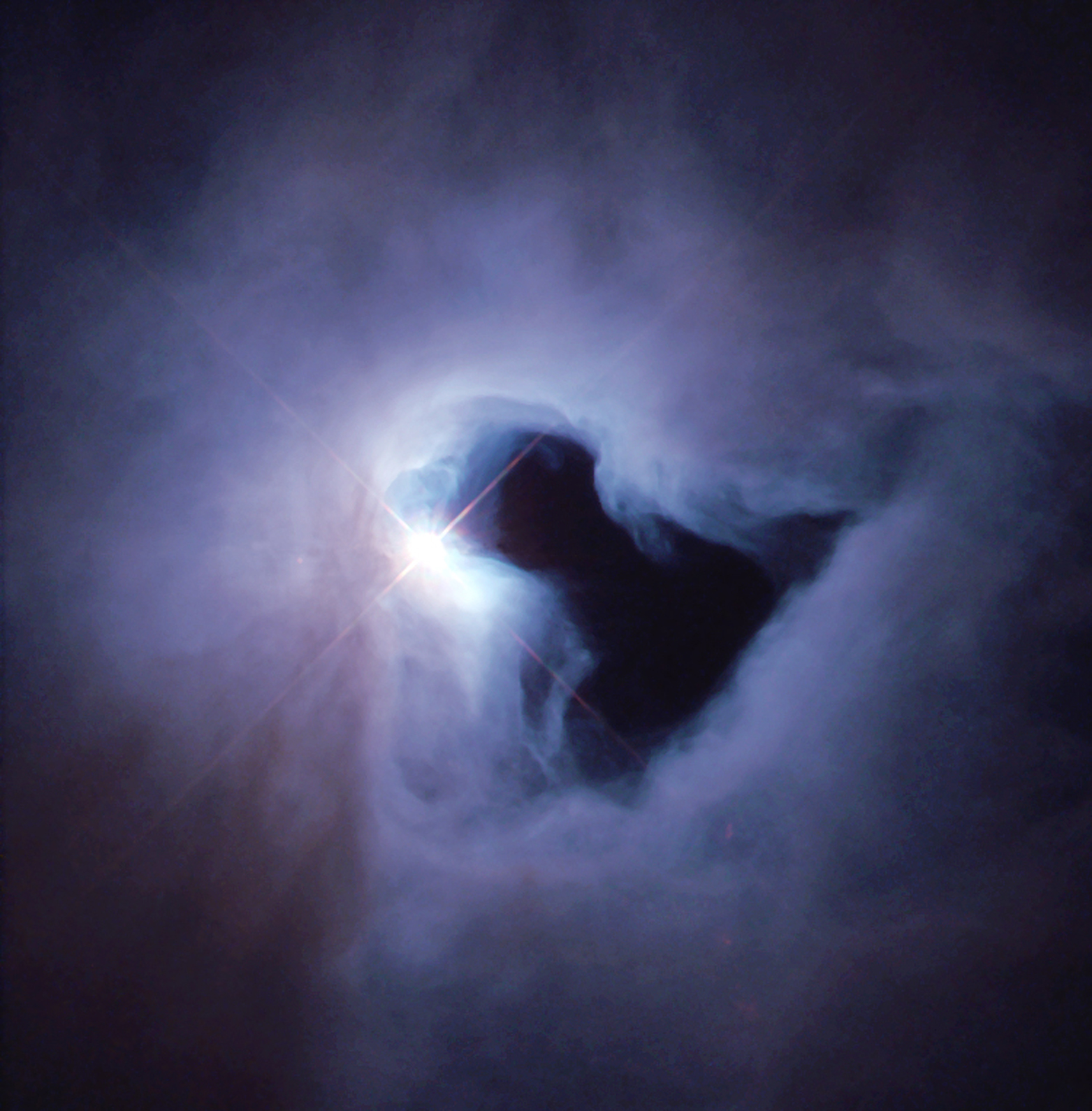
La nebulosa de reflexión NGC 1999 está brillantemente iluminada por V380 Orionis (centro), una estrella variable con aproximadamente 3.5 veces la masa del Sol. El remiendo negro del cielo es un agujero enorme del espacio vacío y no de una nebulosa oscura como se pensaba previamente.

Las primeras estrellas que se formaron después del Big Bang pudieron haber sido más grandes, hasta 300 M☉, debido a la ausencia completa de elementos más pesados que el litio en su composición. Es probable que esta generación de estrellas supermasivas de la población III haya existido en el universo muy temprano (es decir, se observa que tienen un alto desplazamiento al rojo) y puede haber comenzado la producción de elementos químicos más pesados que el hidrógeno que son necesarios para la posterior formación de planetas y vida. En junio de 2015, los astrónomos informaron de la evidencia de estrellas de la población III en la galaxia Cosmos Redshift 7 en z = 6.60.
Con una masa solo 80 veces mayor que la de Júpiter (MJ), 2MASS J0523-1403 es la estrella más pequeña conocida que experimenta fusión nuclear en su núcleo. Para las estrellas con metalicidad similar a la del Sol, la masa mínima teórica que la estrella puede tener y todavía sufrir fusión en el núcleo, se estima que es de unos 75 MJ. Sin embargo, cuando la metalicidad es muy baja, el tamaño mínimo de las estrellas parece ser alrededor del 8.3 % de la masa solar, o alrededor de 87 MJ. Los cuerpos más pequeños llamados enanas marrones, ocupan un área gris mal definida entre las estrellas y los gigantes gaseosos.
La combinación del radio y la masa de una estrella determina su gravedad superficial. Las estrellas gigantes tienen una gravedad superficial mucho menor que las estrellas de la secuencia principal, mientras que lo contrario es el caso de las estrellas degeneradas y compactas como las enanas blancas. La gravedad superficial puede influir en la aparición del espectro de una estrella, con mayor gravedad causando un ensanchamiento de las líneas de absorción.

### Rotación
La velocidad de rotación de las estrellas se puede determinar a través de la medición espectroscópica, o más exactamente mediante el seguimiento de sus manchas estelares. Las estrellas jóvenes pueden tener una rotación de más de 100 km/s en el ecuador. Por ejemplo, la estrella de la clase B Achernar tiene una velocidad ecuatorial de unos 225 km/s o más, lo que hace que su ecuador sobresalga hacia fuera y le da un diámetro ecuatorial que es más del 50 % mayor que entre los polos. Esta velocidad de rotación está justo por debajo de la velocidad crítica de 300 km/s, velocidad a la que la estrella se rompería. Por el contrario, el Sol gira una vez cada 25-35 días, dependiendo de la latitud, con una velocidad ecuatorial de 1994 km/s. El campo magnético de una estrella de secuencia principal y el viento estelar sirven para ralentizar su rotación en una cantidad significativa a medida que evoluciona en la secuencia principal.
Las estrellas degeneradas se han contraído en una masa compacta, dando como resultado una velocidad de rotación rápida. Sin embargo, tienen tasas de rotación relativamente bajas en comparación con lo que cabría esperar por la conservación del momento angular: la tendencia de un cuerpo giratorio a compensar una contracción del tamaño aumentando su velocidad de giro. Una gran parte del momento angular de la estrella se disipa como resultado de la pérdida de masa mediante el viento estelar. A pesar de esto, la velocidad de rotación de un púlsar puede ser muy rápida. Por ejemplo, el púlsar en el corazón de la nebulosa del Cangrejo gira 30 veces por segundo. La velocidad de rotación del púlsar disminuirá gradualmente debido a la emisión de radiación.

### Temperatura
La temperatura superficial de una estrella de la secuencia principal está determinada por la velocidad de producción de energía de su núcleo y por su radio, y por lo general se calcula a partir del índice de color de la estrella. La temperatura se da normalmente en términos de una temperatura efectiva, que es la temperatura de un cuerpo negro idealizado que irradia su energía a la misma luminosidad por área de superficie que la estrella. La temperatura en la región central de una estrella es de varios millones de kelvin.
La temperatura estelar determinará la velocidad de ionización de diversos elementos, dando lugar a líneas de absorción características en el espectro. La temperatura superficial de una estrella, junto con su magnitud absoluta visual y las características de absorción, se utilizan para clasificar una estrella (véase clasificación abajo).
Las estrellas más grandes de la secuencia principal pueden tener temperaturas superficiales de 50 000 K. Las estrellas más pequeñas tales como el Sol tienen temperaturas superficiales de algunos miles de K. Los gigantes rojos tienen temperaturas superficiales relativamente bajas, de cerca de 3600 K; pero también tienen una alta luminosidad debido a su gran superficie exterior.

## Radiación
La energía producida por las estrellas, producto de la fusión nuclear, se irradia al espacio tanto como radiación electromagnética como radiación de partículas. Esta última, emitida por una estrella, se manifiesta como el viento estelar, que fluye desde las capas externas en forma de protones cargados eléctricamente y partículas alfa y beta. Aunque casi sin masa, también existe un flujo constante de neutrinos que emanan del núcleo de la estrella.
La producción de energía en el núcleo es la razón por la cual las estrellas brillan tan intensamente: cada vez que dos o más núcleos atómicos se fusionan para formar un único núcleo atómico de un nuevo elemento más pesado, se liberan fotones de rayos gamma, producto de la fusión nuclear. Esta energía se convierte en otras formas de energía electromagnética de menor frecuencia, como la luz visible cuando alcanza las capas exteriores de la estrella.
El color de una estrella, determinado por la frecuencia más intensa de la luz visible, depende de la temperatura de las capas exteriores de la estrella, incluida su fotosfera. Además de la luz visible, las estrellas también emiten formas de radiación electromagnética que son invisibles para el ojo humano. De hecho, la radiación electromagnética estelar abarca todo el espectro electromagnético, desde las longitudes de onda más largas de las ondas de radio pasando por el infrarrojo, la luz visible y la ultravioleta, hasta las más cortas de los rayos X y los rayos gamma. Desde el punto de vista de la energía total emitida por una estrella, no todos los componentes de la radiación electromagnética estelar son significativos, pero todas las frecuencias proporcionan una visión de la física de la estrella.
Usando el espectro estelar, los astrónomos pueden también determinar la temperatura superficial, la gravedad superficial, la metalicidad y la velocidad de rotación de una estrella. Si se encuentra la distancia de la estrella, tal como midiendo el paralaje, entonces se puede derivar la luminosidad de la estrella. La masa, el radio, la gravedad de la superficie y el período de rotación pueden estimarse a partir de modelos estelares. (La masa se puede calcular para las estrellas en sistemas binarios midiendo sus velocidades orbitales y las distancias. Se ha utilizado la microlente gravitacional  para medir la masa individual de una estrella.) Con estos parámetros, los astrónomos también pueden estimar la edad de la estrella.

### Luminosidad
La luminosidad de una estrella es la cantidad de luz y otras formas de energía radiante irradiada por unidad de tiempo. Cuenta con unidades de potencia. La luminosidad de una estrella está determinada por su radio y temperatura superficial. Muchas estrellas no irradian uniformemente en toda su superficie. Por ejemplo, la estrella de rotación rápida Vega tiene un flujo de energía más alto (potencia por unidad de área) en sus polos que a lo largo de su ecuador.
Las manchas superficiales de una estrella con temperatura más baja y luminosidad que el promedio se conocen como manchas estelares. Por lo general, las estrellas pequeñas y enanas, como nuestro Sol, tienen manchas esencialmente sin rasgos con solo pequeñas manchas. Por el contrario, las estrellas gigantes presentan manchas estelares mucho más grandes y más evidentes, y también exhiben una fuerte oscurecimiento del limbo estelar. Es decir, el brillo disminuye hacia el borde del disco estelar. Las estrellas fulgurantes enanas rojas tales como UV Ceti pueden también poseer prominentes manchas características.

### Magnitud
El brillo aparente de una estrella se expresa en términos de su magnitud aparente. Es una función de la luminosidad de la estrella, su distancia de la Tierra, y la alteración de la luz de la estrella mientras que pasa a través de la atmósfera de la Tierra. La magnitud intrínseca o absoluta está directamente relacionada con la luminosidad de la estrella, y es la magnitud aparente de una estrella si la distancia entre la Tierra y la estrella fuera de 10 parsecs (32.6 años luz).
| Aparente magnitud | Número de estrellas |
| ----------------- | ------------------- |
| 0                 | 4                   |
| 1                 | 15                  |
| 2                 | 48                  |
| 3                 | 171                 |
| 4                 | 513                 |
| 5                 | 1602                |
| 6                 | 4800                |
| 7                 | 14 000              |

Tanto las escalas de magnitud aparente como absoluta son unidades logarítmicas: una diferencia de número entero en magnitud es igual a una variación de brillo de aproximadamente 2.5 veces (la raíz quinta de 100 o aproximadamente 2.512). Esto significa que una estrella de primera magnitud (+1.00) es aproximadamente 2.5 veces más brillante que una estrella de segunda magnitud (+2.00), y unas 100 veces más brillante que una estrella de sexta magnitud (+6.00). Las estrellas más débiles visibles a simple vista bajo condiciones visuales idóneas son de magnitud +6.
En las escalas tanto de magnitud aparente como absoluta, cuanto menor es el número de magnitud, más brillante es la estrella; por el contrario, cuanto mayor sea el número de magnitud, más débil será la estrella. Las estrellas más brillantes, en cualquier escala, tienen números de magnitudes negativas. La variación de brillo (ΔL) entre dos estrellas se calcula restando el número de magnitud de la estrella más brillante (mb) del número de magnitud de la estrella más débil (mf), utilizando la diferencia como exponente para el número de base 2.512; es decir:
{\displaystyle \Delta {m}=m_{\mathrm {f} }-m_{\mathrm {b} }}
{\displaystyle 2.512^{\Delta {m}}=\Delta {L}}
En relación con la luminosidad y la distancia de la Tierra, la magnitud absoluta de una estrella (M) y la magnitud aparente (m) no son equivalentes; Por ejemplo, la estrella brillante Sirio tiene una magnitud aparente de –1.44, pero tiene una magnitud absoluta de +1.41.
El Sol tiene una magnitud aparente de —26.7, pero su magnitud absoluta es solo +4.83. Sirio, la estrella más brillante del cielo nocturno vista desde la Tierra, es aproximadamente 23 veces más luminosa que el Sol, mientras que Canopus, la segunda estrella más brillante del cielo nocturno con una magnitud absoluta de –5.53, es aproximadamente 14 000 veces más luminosa que el Sol. Sin embargo, aunque Canopus es mucho más luminosa que Sirio, esta aparece más brillante que Canopus. Esto se debe a que Sirio está a solo 8.6 años luz de la Tierra, mientras que Canopus está mucho más lejos, a una distancia de 310 años luz.
A partir de 2006 la estrella con la magnitud absoluta más alta conocida es LBV 1806-20, con una magnitud de –14.2. Esta estrella es al menos 5 000 000 de veces más luminosa que el Sol. Las estrellas menos luminosas que se conocen a 2017 se encuentran en el cúmulo NGC 6397. Las enanas rojas más débiles en el cúmulo eran de magnitud 26, mientras que también fue descubierta una enana blanca de magnitud 28. Estas estrellas débiles son tan oscuras que su luz sería tan poco brillante como una vela de cumpleaños en la Luna vista desde la Tierra.

## Clasificación
| Clasificación | Color                  | Temperatura (°C) | Ejemplo      |
| ------------- | ---------------------- | ---------------- | ------------ |
| W-O           | Azul                   | 100000           | Wolf Rayet   |
| B             | Blanco azulado         | 25 000           | Spica        |
| A             | Blanco                 | 11 500           | Sirio        |
| F             | Blanco amarillento     | 7500             | Canopus      |
| G             | Amarillo               | 6000             | Sol          |
| K             | Anaranjado amarillento | 4700             | Arturo       |
| M             | Anaranjado             | 3000             | Antares      |
| R             | Anaranjado rojizo      | 2600             | CW Leonis    |
| N             | Rojo naranja           | 2000             | Betelgeuse   |
| S             | Rojo                   | 1400             | u Andromedae |

Clasificación de las estrellas según la clasificación de Morgan Keenan.

La primera clasificación estelar fue realizada por Hiparco de Nicea y preservada en la cultura occidental a través de Ptolomeo, en una obra llamada Almagesto. Este sistema clasificaba las estrellas por la intensidad de su brillo aparente visto desde la Tierra. Hiparco definió una escala decreciente de magnitudes, donde las estrellas más brillantes son de primera magnitud y las menos brillantes, casi invisibles a simple vista, son de sexta magnitud. Aunque ya no se emplea, constituyó la base para la clasificación actual.
El sistema de clasificación estelar actual se originó a principios del siglo XX, cuando las estrellas fueron clasificadas de la A hasta la Q con base en la fuerza de la línea de hidrógeno. Se pensó que la resistencia de la línea de hidrógeno era una simple función lineal de la temperatura. Si bien era más complicado, se fortalecía con el aumento de la temperatura, llegando a su máximo cerca de 9000 K, y luego disminuyendo a mayores temperaturas. Cuando se reordenaron las clasificaciones basándose en la temperatura, se asemejó más al esquema moderno.
Además, las estrellas pueden clasificarse por los efectos de luminosidad que se encuentran en sus líneas espectrales, que corresponden a su tamaño espacial y están determinadas por su gravedad superficial. Estos van desde 0 (hipergigantes) a III (gigantes), a V (enanas de la secuencia principal); asimismo algunos autores agregan VII (enanas blancas). La mayoría de las estrellas pertenecen a la secuencia principal, que está constituida por estrellas ordinarias que queman hidrógeno.
Estos se dividen a lo largo de una banda estrecha, diagonal cuando representa gráficamente en función de su magnitud y espectral absoluta tipo.
El Sol es una enana amarilla del tipo G2V de secuencia principal de temperatura intermedia y tamaño ordinario.
Existe una nomenclatura adicional, en forma de letras minúsculas añadidas al final del tipo espectral, con el propósito de indicar características peculiares del espectro. Por ejemplo, una «e» puede indicar la presencia de líneas de emisión; «m» representa niveles inusualmente altos de metales, y «var» puede significar variaciones en el tipo espectral.
Las estrellas enanas blancas tienen su propia clase que comienza con la letra D. Esta se subdivide en las clases DA, DB, DC, DO, DZ y DQ, dependiendo de los tipos de líneas prominentes que se encuentran en el espectro. A esto le sigue un valor numérico que indica la temperatura.

### Clases de luminosidad
| Clase | Descripción             |
| ----- | ----------------------- |
| 0     | Hipergigantes           |
| Ia    | Supergigantes Luminosas |
| Ib    | Supergigantes           |
| II    | Gigantes luminosas      |
| III   | Gigantes                |
| IV    | Sub-gigantes            |
| V     | Enanas (Sol)            |
| VI    | Sub-enanas              |
| VII   | Enanas blancas          |

La clasificación de Harvard de tipos espectrales no determina unívocamente las características de una estrella. Estrellas con la misma temperatura pueden tener tamaños muy diferentes, lo que implica luminosidades también muy diferentes. Para distinguirlas se definieron, en Yerkes, las clases de luminosidad. En este sistema de clasificación se examina nuevamente el espectro estelar y se buscan líneas espectrales sensibles a la gravedad de la estrella. De este modo es posible estimar su tamaño.
Ambos sistemas de clasificación son complementarios.
Aproximadamente un 10 % de todas las estrellas son enanas blancas, un 70 % son estrellas de tipo M, un 10 % son estrellas de tipo K y un 4 % son estrellas tipo G como el Sol. Tan solo un 1 % de las estrellas son de mayor masa y tipos A y F. Las estrellas de Wolf-Rayet son extremadamente infrecuentes. Las enanas marrones, proyectos de estrellas que se quedaron a medias a causa de su pequeña masa, podrían ser muy abundantes pero su débil luminosidad impide realizar un censo apropiado.

### Clasificación gravitacional de estrellas
Las estrellas pueden clasificarse de acuerdo con cuatro criterios gravitacionales instaurados por la Unión Astronómica Internacional en 2006. Esta clasificación estelar de la UAI es la más aceptada y comúnmente usada.

#### Clasificación por centro gravitacional estelar
El primer criterio es la presencia o ausencia de un centro gravitacional estelar, es decir si forman parte de un sistema estelar. Las estrellas que forman parte de un sistema estelar (presencia de centro gravitacional estelar) se denominan estrellas sistémicas. Las estrellas que no forman parte de un sistema estelar (ausencia de centro gravitacional estelar) se denominan estrellas solitarias.

#### Clasificación de estrellas sistémicas por posición
Las estrellas sistémicas (que forman parte de un sistema estelar) pueden ser a su vez de dos tipos. Las estrellas centrales son aquellas estrellas sistémicas que actúan como centro gravitacional de otras estrellas. Esto quiere decir que otras estrellas las orbitan. Las estrellas sistémicas que orbitan a una estrella central se denominan estrellas satélites.

#### Clasificación de estrellas por agrupación gravitacional
Esta clasificación de las estrellas se basa en distinguir dos tipos de estrellas dependiendo de si estas se agrupan con otras estrellas mediante fuerzas de atracción gravitacional. Esta clasificación refiere a dos tipos de estrellas (cumulares e independientes) de acuerdo con si se encuentran o no unidas a otras estrellas y, además, esta unión no se debe a la presencia de un centro gravitacional estelar; es decir, ninguna estrella gira alrededor de otra y sin embargo se encuentran unidas gravitacionalmente.
Las estrellas cumulares son aquellas que forman cúmulos estelares. Si el cúmulo es globular, las estrellas se atraen por gravedad (las estrellas se atraen mutuamente). Si el cúmulo es abierto, las estrellas se atraen por gravitación en donde el centro gravitacional es el centro de masa del cúmulo (las estrellas orbitan un centro gravitacional en común que las mantiene unidas). Las estrellas independientes son aquellas que no forman cúmulos estelares con ninguna otra estrella. Sin embargo hay estrellas independientes que sí forman parte de un sistema estelar pues orbitan estrellas o son centro de otras. Este sería el caso de estrellas sistémicas-independientes.

#### Clasificación de estrellas por sistema planetario
Las estrellas que forman parte de un sistema planetario se denominan estrellas planetarias, entendiéndose por sistema planetario al conjunto de la estrella o sistema estelar central y los distintos cuerpos celestes (planetas, asteroides, cometas) que orbitan a su alrededor. Por el contrario, se denomina estrellas únicas a las que no poseen otros cuerpos que las orbiten.

## Estrellas variables

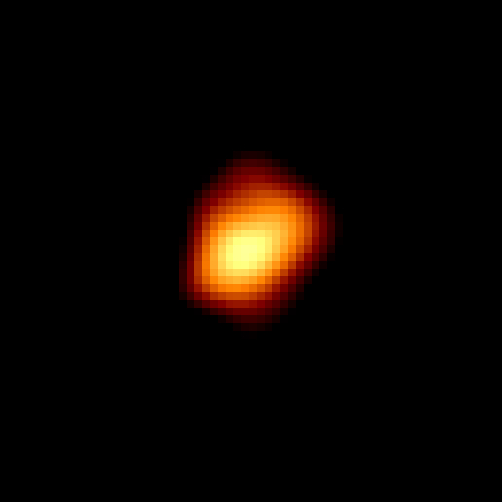
La apariencia asimétrica de Mira, una estrella variable oscilante.

Las estrellas variables tienen cambios periódicos o aleatorios en la luminosidad debido a propiedades intrínsecas o extrínsecas. De las estrellas intrínsecamente variables, los tipos primarios pueden subdividirse en tres grupos principales.
Durante su evolución estelar, algunas estrellas pasan por fases donde pueden convertirse en variables pulsantes. Las estrellas variables pulsantes varían en radio y luminosidad a lo largo del tiempo, expandiéndose y contrayéndose con períodos que van desde minutos a años, dependiendo del tamaño de la estrella. Esta categoría incluye a estrellas como las variables Cefeidas y similares a las Cefeidas, y variables de largo período, como Mira.
Las variables eruptivas son estrellas que experimentan aumentos repentinos de luminosidad debido a erupciones o eventos de eyección de masa. Este grupo incluye protoestrellas, estrellas de Wolf-Rayet y estrellas fulgurantes, así como también estrellas gigantes y supergigantes.
Las estrellas variables cataclísmicas o explosivas son aquellas que experimentan un cambio dramático en sus propiedades. Este grupo incluye las novas y las supernovas. Un sistema de estrellas binarias que incluya una enana blanca cercana puede producir ciertos tipos de estas espectaculares explosiones estelares, incluyendo la nova y una supernova tipo 1a. La explosión se crea cuando la enana blanca acumula el hidrógeno de la estrella compañera, adquiriendo masa hasta que el hidrógeno experimenta fusión. Algunas novas también son recurrentes, presentando brotes periódicos de amplitud moderada.
Las estrellas también pueden variar en luminosidad debido a factores extrínsecos, tales como las binarias eclipsantes, así como estrellas giratorias que producen manchas extremas. Un ejemplo notable de binaria eclipsante es Algol, que regularmente varía en magnitud de 2.3 a 3.5 durante un período de 2.87 días.

## Estructura estelar

Estructuras internas de las estrellas de la secuencia principal, zonas de convección con ciclos de flecha y zonas radiactivas con destellos rojos. A la izquierda una enana roja de baja masa, en el centro una enana amarilla de tamaño medio, y, a la derecha, una estrella de secuencia principal azul-blanca masiva.

El interior de una estrella estable está en un estado de equilibrio hidrostático: las fuerzas sobre cualquier pequeño volumen se contrapesan casi exactamente entre sí. Las fuerzas equilibradas son la fuerza gravitacional hacia adentro y una fuerza hacia fuera debido al gradiente de presión dentro de la estrella. El gradiente de presión se establece mediante el gradiente de temperatura del plasma; la parte exterior de la estrella es más fría que el núcleo. La temperatura en el núcleo de una estrella de secuencia principal o estrella gigante es al menos del orden de 107 K. La temperatura y la presión resultantes en el núcleo de combustión de hidrógeno de una estrella de secuencia principal son suficientes para que se produzca la fusión nuclear y para que se produzca suficiente energía para evitar un colapso adicional de la estrella.
A medida que los núcleos atómicos se fusionan en el núcleo, emiten energía en forma de rayos gamma. Estos fotones interactúan con el plasma circundante, agregando a la energía térmica en el núcleo. Las estrellas de la secuencia principal convierten el hidrógeno en helio, creando una proporción lenta pero constante de helio en el núcleo. Finalmente el contenido de helio se vuelve predominante, y cesa la producción de energía en el núcleo. En cambio, para las estrellas de más de 0.4 M☉, la fusión se produce en una capa de expansión lenta alrededor del núcleo de helio degenerado.
Además del equilibrio hidrostático, el interior de una estrella estable también mantendrá un balance energético de equilibrio térmico. Hay un gradiente de temperatura radial a través del interior que da lugar a un flujo de la energía que fluye hacia el exterior. El flujo saliente de energía que deja cualquier capa dentro de la estrella coincidirá exactamente con el flujo entrante desde abajo.
La zona de radiación es la región del interior estelar donde el flujo de energía hacia el exterior depende de la transferencia radiante de calor, ya que la transferencia de calor conectiva es ineficiente en esa zona. En esta región el plasma no será perturbado, y cualquier movimiento de masa se extinguirá. Sin embargo, si este no es el caso, entonces el plasma se vuelve inestable y se produce la convección, formando una zona convectiva . Esto puede ocurrir, por ejemplo, en regiones donde se producen flujos de energía muy elevados, como cerca del núcleo o en áreas con alta opacidad (haciendo ineficiente la transferencia radiativa de calor) como en el envolvente exterior.
La ocurrencia de convección en la envoltura externa de una estrella de secuencia principal depende de la masa de la estrella. Las estrellas con varias veces la masa del Sol tienen una zona de convección profunda en el interior y una zona radiativa en las capas externas. Las estrellas enanas rojas con menos de 0.4 M☉ son convectivas en todas partes, lo que previene la acumulación de un núcleo de helio. Para la mayoría de las estrellas, las zonas convectivas también varían con el tiempo, a medida que se modifican la edad y la constitución de las estrellas.

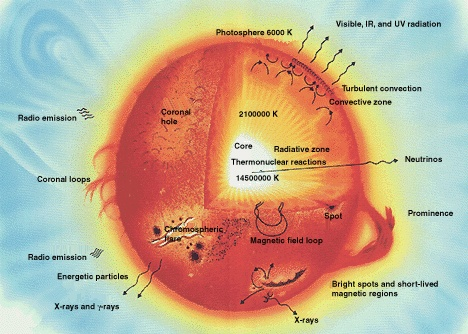
Sección transversal del Sol

La fotosfera es la porción de una estrella que es visible para un observador. Esta es la capa en la que el plasma de la estrella se vuelve transparente a los fotones de luz. A partir de aquí, se libera la energía generada en el núcleo, para propagarse al espacio. Es dentro de la fotosfera donde aparecen manchas solares, regiones de temperatura inferior a la media. 
Por encima del nivel de la fotosfera está la atmósfera estelar. En una estrella de secuencia principal como el Sol, el nivel más bajo de la atmósfera, justo por encima de la fotosfera, es la región delgada de la cromosfera, donde aparecen espículas y también donde comienzan las fulguraciones estelares.
Por encima de ella está la región de transición, donde aumenta rápidamente la temperatura a una distancia de solo 100 kilómetros (62 mi).  Más allá está la corona, un volumen de plasma sobrecalentado que puede extenderse hacia afuera hasta varios millones de kilómetros. A pesar de su alta temperatura, la corona emite muy poca luz, debido a su baja densidad de gas. Normalmente, la región de la corona del Sol solo es visible durante un eclipse solar.
Desde la corona, se expande un viento estelar de partículas de plasma hacia fuera desde la estrella, hasta que interactúa con el medio interestelar. Para el Sol, la influencia de su viento solar se extiende a lo largo de una región en forma de burbuja llamada heliosfera.

## Rutas de reacción de fusión nuclear
En los núcleos de las estrellas tienen lugar una variedad de reacciones de fusión nuclear que dependen de su masa y composición. Cuando se fusionan los núcleos, la masa del producto fusionado es menor que la masa de las partes originales. Esta masa perdida se convierte en energía electromagnética, de acuerdo con la relación de equivalencia entre masa y energía E = m c2.
El proceso de fusión de hidrógeno es sensible a la temperatura, por lo que un aumento moderado en la temperatura del núcleo dará lugar a un aumento significativo en la tasa de fusión. Como resultado, la temperatura central de las estrellas de secuencia principal solo varía de 4 millones de kelvin para una estrella de clase M pequeña a 40 millones de kelvin para una estrella masiva de clase O.
En el núcleo del Sol, con un núcleo de 10 millones de kelvin, el hidrógeno se fusiona para formar helio mediante la cadena protón-protón:
4¹H → 2²H + 2e+ + 2νe (4.0 MeV + 1.0 MeV)
2e+ + 2e− → 2γ (2 x 1.0 MeV)
2¹H + 2²H → 2³He + 2γ (5.5 MeV)
2³He → 4He + 2¹H (12.9 MeV)
Estas reacciones quedan reducidas en la reacción global:
4¹H → 4He + 2e+ + 2γ + 2νe (26.7 MeV)
Donde e + es un positrón, γ es un fotón de rayos gamma, νe es un neutrino, y H y He son isótopos de hidrógeno y helio, respectivamente. La energía liberada por esta reacción está en millones de electronvoltios, que en realidad solo es una pequeña cantidad de energía. Sin embargo, ocurren constantemente un número enorme de estas reacciones, produciendo toda la energía necesaria para sostener la salida de radiación de la estrella. En comparación, la combustión de dos moléculas de gas hidrógeno con una molécula de gas oxígeno solo libera 5.7 eV.
| Elemento  | Masas solares |
| --------- | ------------- |
| Hidrógeno | 0.01          |
| Helio     | 0.4           |
| Carbono   | 5             |
| Neón      | 8             |

En estrellas más masivas el helio se produce en un ciclo de reacciones catalizadas por el carbono, es el ciclo CNO o ciclo de Bethe.
En estrellas cuyos núcleos se encuentran a 100 millones de K y cuyas masas van desde 0.5 a las 10 M☉, el helio resultante de las primeras reacciones puede transformarse en carbono mediante del proceso triple-alfa:
4He + 4He + 92 keV → 8*Be
4He + 8*Be + 67 keV → 12*C
12*C → 12C + γ + 7.4 MeV
La reacción global es:
34He → 12C + γ + 7.2 MeV
En las estrellas masivas, los elementos más pesados y de combustión de oxígeno. La fase final del proceso de nucleosíntesis estelar es el proceso de combustión del silicio que da como resultado la producción del hierro isotópico estable-56, un proceso endotérmico que consume energía, por lo que solo se puede producir energía adicional a través del colapso gravitacional.
El ejemplo siguiente muestra la cantidad de tiempo requerida para que una estrella de 20 M☉ consuma todo su combustible nuclear. Como estrella de la secuencia principal de clase O, sería 8 veces el radio solar y 62 000 veces la luminosidad del Sol.

| Material combustible | Temperatura (millones de kelvin) | Densidad (kg/cm³) | Duración de la combustión (τ en años) |
| -------------------- | -------------------------------- | ----------------- | ------------------------------------- |
| H                    | 37                               | 0.0045            | 8.1 millones                          |
| He                   | 188                              | 0.97              | 1.2 millones                          |
| C                    | 870                              | 170               | 976                                   |
| Ne                   | 1.570                            | 3.100             | 0.6                                   |
| O                    | 1980                             | 5.550             | 1.25                                  |
| S/Si                 | 3.340                            | 33.400            | 0.0315                                |

### En inglés
- Cliff, Pickover (2001). The Stars of Heaven. Oxford University Press. ISBN 0-19-514874-6.
- Gribbin, John; Gribbin, Mary (2001). Stardust: Supernovae and Life—The Cosmic Connection (en inglés). Yale University Press. ISBN 0-300-09097-8.
- Hawking, Stephen (1988). A Brief History of Time (en inglés). Bantam Books. ISBN 0-553-17521-1.

### En alemán
- Langer, N.: Leben und Sterben der Sterne. Múnich, 1995 ISBN 3-406-39720-4.
- Scheffler, H. y Elsässer, Hans: Physik der Sterne und der Sonne ISBN 3-411-14172-7.
- Voigt, H. H.: Abriß der Astronomie ISBN 3-411-03148-4.